# Església de Jesucrist dels Sants dels Darrers Dies
L'Església de Jesucrist dels Sants dels Darrers Dies, més coneguda com a Església Mormona, és una congregació religiosa fundada per Joseph Smith a l'Estat de Nova York el 6 d'abril del 1830. Encara que els mormons afirmen seguir els ensenyaments de Jesucrist, no es consideren part de cap de les tres grans branques del cristianisme (ni de les tradicions de l'Església Catòlica, ni de l'Església Ortodoxa, ni del Protestantisme), sinó més aviat una restauració del «cristianisme primitiu», el qual apostatà després de la mort de sant Pere i els altres apòstols, segons els seus seguidors.
És la branca més gran del Moviment dels Sants dels Darrers Dies, restaurat per Joseph Smith, i continuat després de la seva mort per Brigham Young, al mateix temps que altres corrents, com la Comunitat de Crist, anaven naixent amb els seus propis profetes i congregacions. Certes branques fonamentalistes, incloent-hi les polígames, han sorgit entre els seguidors de Joseph Smith fins avui, tot i que amb doctrines i ritus que no són avalats per L'Església dels Sants dels Darrers Dies. Als Estats Units, els Sants dels Ultims Dies es troben repartits per tot el país, tot i que la seva presència és més notable a l'estat de Utah, on constitueixen la majoria de la població. La capital de l'estat, la ciutat de Salt Lake City, constitueix el centre religiós i espiritual dels Sants dels Últims Dies, de la mateixa manera que el Vaticà per als catòlics. Allà hi ha el Cor del Tabernacle Mormó, la Universitat de Brigham Young i altres institucions patrocinades per l'Església de Jesucrist dels Sants dels Darrers Dies. Aquesta institució ocupa el quart lloc en l'ampli espectre religiós dels EUA, i els seus líders afirmen que els membres que han contret matrimoni al temple tenen la taxa més baixa de divorcis del país. El clergat (presidents d'estaques, bisbes, presidents de branca...) no percep cap remuneració pels seus serveis a l'Església. A més a més, l'Església afirma ser transversal, és a dir, no distingeix ni ètnies, ni classes socials, ni professions. Un bisbe pot ser un president de directori d'una empresa o un conductor de bus interurbà, o bé un mestre d'escola rural. Actualment, compta amb 15 milions de membres repartits en diferents països, incloent-hi Llatinoamèrica i Europa, i continuen establint congregacions i temples arreu del món.
Els Sants dels Darrers Dies creuen que Jesucrist guia l'Església per revelació donada al President de l'Església, a qui consideren un profeta. Els seus seguidors, no obstant això, són objecte de crítiques per part de nombroses esglésies cristianes, que afirmen que l'Església de Jesucrist dels Sants dels Darrers Dies, en molts aspectes, s'ha allunyat del veritable Cristianisme. Alhora que nombrosos sociòlegs sostenen que els Sants dels Darrers Dies mantenen un racisme ocult, una part dels historiadors assegura que els Sants dels Darrers Dies ensenyen una versió completament distorsionada de la història d'Amèrica.
Segons el Mapa religiós de Catalunya 2020, del Departament de Justícia de la Generalitat de Catalunya, l'Església de Jesucrist dels Sants dels Darrers Dies disposa d'un total de 13 centres de culte a Catalunya, essent-ne la 10a en nombre d'entre les 14 confessions relacionades. Per la seva banda, el directori de la Fundació Pluralismo y Convivencia n'ubica 16 a Catalunya, 11 al País Valencià i 5 a les Illes Balears. A Espanya van obtenir l'estatus legal de notori arrelament el 2003, sumant-se al que ja tenien el catolicisme, evangelisme, judaisme i islam.

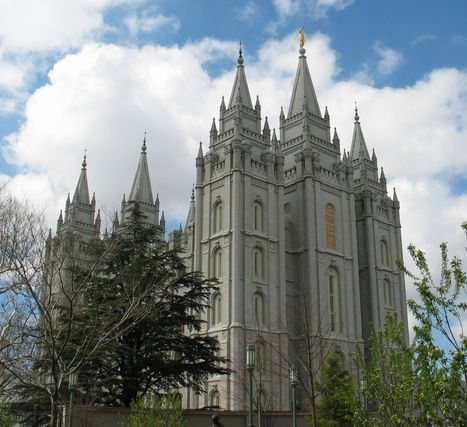
Temple principal i seu de l'Església mormona a Salt Lake City

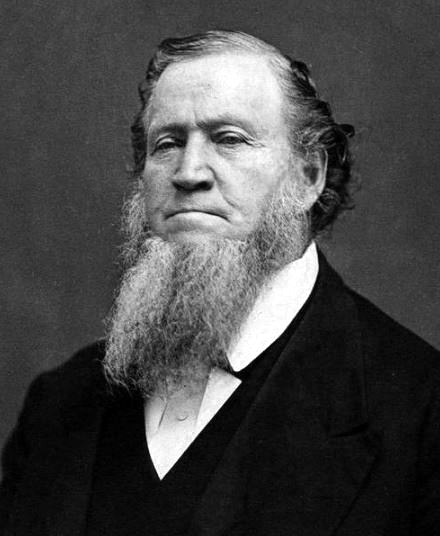
Brigham Young

## Els termes «mormó» i «mormonisme»
El nom mormó es deu al Llibre del Mormó, que identifica l'Església amb la comunitat cristiana. El terme «mormonisme» s'aplica de manera específica al «moviment» social generat a partir de 1820 arran d'aquesta restauració progressiva de l'Evangeli des de l'estat de Nova York, a l'est nord-americà i als anys successius pels estats d'Ohio, Missouri, Illinois i Utah. La seva influència inicial també es va sentir a Anglaterra i a algunes illes del Pacífic. Familiarment es feia servir l'àlies «mormons» als seus fidels, identificació derivada de la referència a un dels seus llibres sagrats, el Llibre de Mormó. Encara que no ho consideren ofensiu, els membres de l'església prefereixen ser anomenats Sants dels Darrers Dies, que és el nom formal amb el qual sol·liciten ser referits en els mitjans. L'Església originalment es va denominar Església de Crist el 1830. El 1834 es va canviar pel seu nom actual, però després de la mort de Joseph Smith va haver-hi divisions de membres que no van seguir el ministeri de Brigham Young. Aquest fet va comportar la creació de noves branques, però moltes no van prosperar i, finalment, van cessar les seves activitats.

## Història

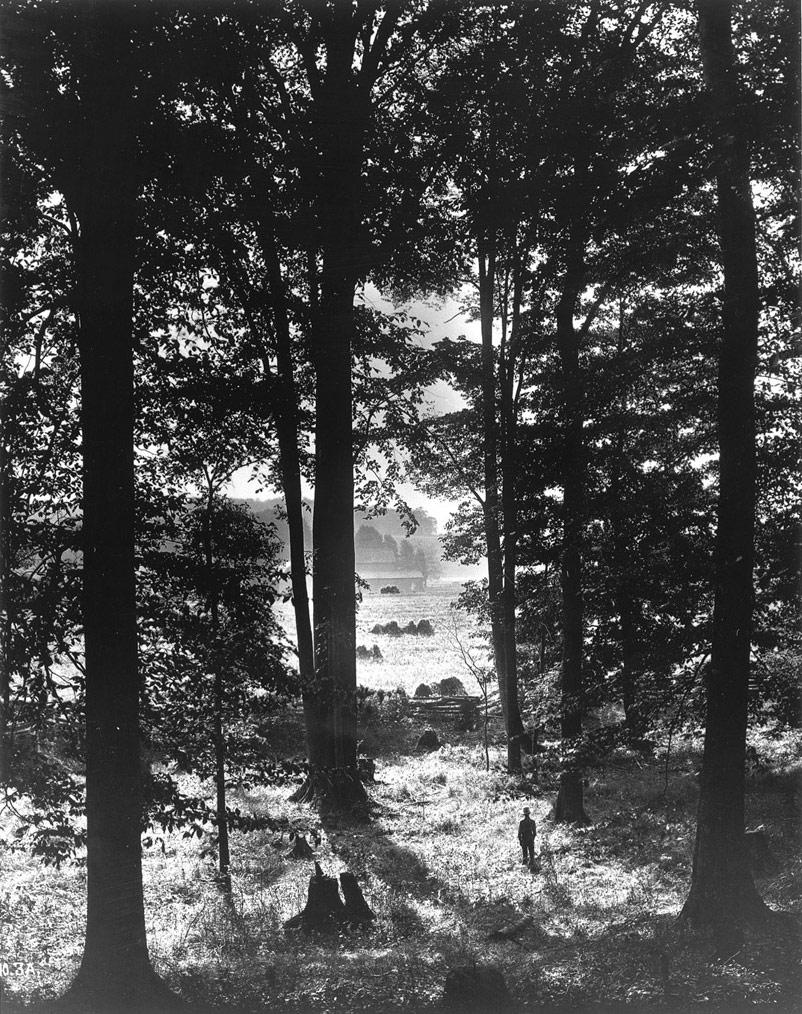
Fotografia de l'Arbreda Sagrada per George Edward Anderson, aprox. 1907

L'Església de Jesucrist dels Sants dels Darrers Dies va tenir els seus inicis quan el jove Joseph Smith (nascut el 23 de desembre de 1805 a Sharon (Vermont), Estats Units) a l'edat de 14 anys, vivia en Palmyra (Nova York). Smith relata que després d'haver llegit l'Epístola de Jaume 1:5-6, «Si a algun de vosaltres li manca saviesa, que la demani a Déu, i Déu, que dona generosament a tothom, sense retreure res, la hi concedirà. Però que demani amb fe, sense dubtar, perquè el qui dubta és com una ona del mar, remoguda i sacsejada pel vent»; i d'haver-lo meditat en el seu cor, va alçar una oració a Déu, després de la qual reporta haver tingut una visió celestial de Déu Pare i Jesucrist, de la qual va dir:
| « | Vaig veure una columna de llum de més claror que la del sol, damunt mateix del meu cap, la que davallava a poc a poc fins a posar-se damunt meu. Tot just d'aparèixer aquesta llum, em vaig sentir deslliurat de l'enemic que m’havia subjectat. En reposar sobre mi la llum, vaig veure dos Personatges d'una brillantor i una glòria indescriptibles, damunt meu en l'aire. Un d'ells em parlà, cridant-me pel meu nom, i em digué, tot indicant-me l'altre: Aquest és el meu Fill Estimat; escolta’l! | » |

El jove Smith va indicar que, en la seva visió, coneguda com la Primera Visió:
| « | Se’m respongué que no m’havia d'unir a cap d'elles, ja que totes anaven errades; i el Personatge que em parlà digué que tots els seus credos eren una abominació a la seva vista; que tots aquells professors estaven corromputs; que “s'acosten a mi amb els llavis, però el seu cor és lluny de mi; ensenyen com a doctrines, els manaments dels homes, els quals aparenten tenir una forma de la divinitat, però en neguen el seu poder. | » |

Durant els anys posteriors a la primera visió, Smith va començar a predicar que aquesta i una sèrie addicional de teofanies l'instruirien a organitzar l'església de Jesús a l'època moderna. El 21 de setembre del 1823, Smith va posar de manifest que un àngel anomenat Moroni li va indicar on podria trobar uns antics registres escrits en planxes d'or, el contingut del qual seria un compendi de la prehistòria d'Amèrica. En el llibre s'afirma que un profeta anomenat Mormó va fer un compendi cap a l'any 385 dC on hi havia els registres dels descendents d'un grup d'immigrants provinents de l'antic regne d'Israel, que van arribar amb embarcacions a Amèrica aproximadament 600 anys abans de Crist, i que haurien donat origen en part als pobladors amerindis trobats allà pels colonitzadors europeus.
Tot aquest compendi d'històries va ser recopilat en un sol llibre, conegut avui com El Llibre de Mormó. Moroni, el fill de Mormó, amagaria el llibre cap a l'any 421 dC en un pujol, actualment conegut com la muntanya Cumorah, a l'Estat de Nova York. El 1823, Moroni, ja un ésser ressuscitat en forma d'àngel, se li va aparèixer al jove Joseph Smith i li va dir que Déu volia que traduís els antics registres. El Llibre de Mormó també conté el relat de la visita que Jesucrist realitzaria a Amèrica després de la seva resurrecció.
Al juny de 1829 Joseph Smith va tramitar els drets d'autor del llibre, i amb l'ajut de Martin Harris, Oliver Cowdery i David Whitmer, el llibre es va publicar per primera vegada al començament de 1830 en anglès i vers el 1886 en espanyol i altres idiomes.

### Organització de l'Església (1830)
El 6 d'abril de 1830 a Fayette, Comtat de Sèneca, (Nova York), Smith i els seus seguidors van organitzar l'Església d'acord amb les lleis de l'estat amb un total de sis membres.
Al setembre d'aquest mateix any els primers missioners van començar a predicar l'evangeli a Ohio i altres estats veïns, incloent-hi els nadius indígenes de l'oest dels Estats Units. Molts dels líders prominents de l'Església de l'època van ser convertits al final de l'any 1830, entre els quals hi havia Parley P. Pratt, Frederick G. Williams, John Murdock, Edward Partridge i Sidney Rigdon. De juny a octubre de 1830, Joseph Smith va presentar a la nova Església el que haurien estat importants revelacions doctrinals. Va escriure una versió inspirada del Gènesi i escrits de Moisès, incloent-hi porcions d'un llibre que hauria escrit el profeta Henoc. Al desembre de 1830, l'Església a Nova York tenia més de 70 membres batejats en la nova fe, i pocs mesos després el nombre de conversos a Ohio superava els de la seu a Nova York. Per culpa de la persecució, que eventualment causaria la migració de pioners mormons al territori de Utah, molts dels líders de l'Església a Nova York i Pennsilvània van haver de buscar protecció. Oliver Cowdery servia d'escriptor per a Joseph Smith del Llibre de Mormó i, ocasionalment, la seva esposa, Emma Smith. Molts dels nous conversos, especialment els homes, van ser enviats a servir com a missioners proselitistes a altres estats durant els mesos finals de 1830. Existeixen poques proves tangibles de les visitacions atribuïdes a Smith fins a la seva mort. En gairebé totes les visions Smith estaria sol, però ocasionalment Oliver Cowdery i Sidney Rigdon l'acompanyaven. Cowdery i una dotzena d'homes van signar en qualitat de testimonis del Llibre de Mormó. Van declarar haver vist les planxes d'or, haver vist l'àngel Moroni i, en el cas de tres d'ells, haver sentit una veu del cel. Encara que hi ha discrepàncies en els detalls entre les diferents narracions, no existeixen proves que algun d'aquests testimonis hagi negat els fets.

### Mort de Joseph Smith

#### La dissidència a Nauvoo
Smith es va enfrontar amb una creixent oposició entre els seus antics partidaris de Nauvoo, i «va ser sorprès per les desercions de seguidors lleials». Entre els dissidents hi havia William Law, segon conseller de Smith a la Primera Presidència i molt respectat entre els membres de la comunitat. Malgrat que va estar en desacord amb Smith per qüestions de caràcter econòmic, la diferència més significativa entre tots dos va ser l'oposició de Law a la poligàmia. Law i alguns altres van fer declaracions a Carthage, la seu del comtat, en les quals acusaven Smith d'haver practicat la poligàmia. Poques setmanes abans de la seva mort, Smith va parlar davant d'una gran multitud i va negar haver tingut més d'una dona.

#### Nauvoo Expositor
A diferència d'anteriors dissidents, Law tenia prou diners per comprar una impremta i publicar un diari anomenat Nauvoo Expositor. En la seva única edició, publicada el 7 de juny de 1844, figuren les declaracions jurades que acrediten que els signants havien sentit a Smith llegir una revelació que donava a cada home el privilegi de casar-se amb deu verges. El document també atacava l'intent de «cristianitzar el món pels règims polítics» i va denunciar «les falses doctrines», com la doctrina politeista, la qual, segons el rotatiu, Smith havia revelat recentment en un discurs del seu Rei Follett. El diari també es va negar a «reconèixer qualsevol home com a rei o legislador a l'Església».
Smith va declarar que l'Expositor era una «molèstia». El 10 de juny, el consell de la ciutat de Nauvoo va aprovar una ordenança, i Smith, com a alcalde, va ordenar a la policia federal que destruís el diari. La premsa, el tipus, i els diaris van ser arrossegats al carrer i cremats. Smith sostenia que la destrucció de la impremta reduïa la possibilitat de contraatacar els colons mormons de Nauvoo, però va ser un error fatal.
Quan la noticia de la destrucció de l'Expositor per Smith va arribar a oïda de Thomas C. Sharp, el Warsaw Signal va publicar una crida histèrica a l'acció. A Nauvoo, els mormons tenien por de les represàlies dels no mormons. Després, Smith, tement per la seva vida, va declarar la llei marcial el 18 de juny. El Governador d'Illinois, Thomas Ford, tractant desesperadament d'evitar la guerra civil, va mobilitzar la milícia de l'estat. El governador va prometre a Smith protecció, en cas que fos jutjat a Carthage per la destrucció del diari. Smith va ordenar desarmar la Legió, però després va fugir a través del Mississipi a Iowa. Emma va advertir a Joseph que els residents de Nauvoo creien que havia deixat la causa per covardia, raó per la qual van començar a témer represàlies per part de màfies locals. Smith va tornar a Illinois el 23 de juny, es va lliurar a les autoritats i va ser portat a Carthage a fi de ser jutjat.

#### Assassinat

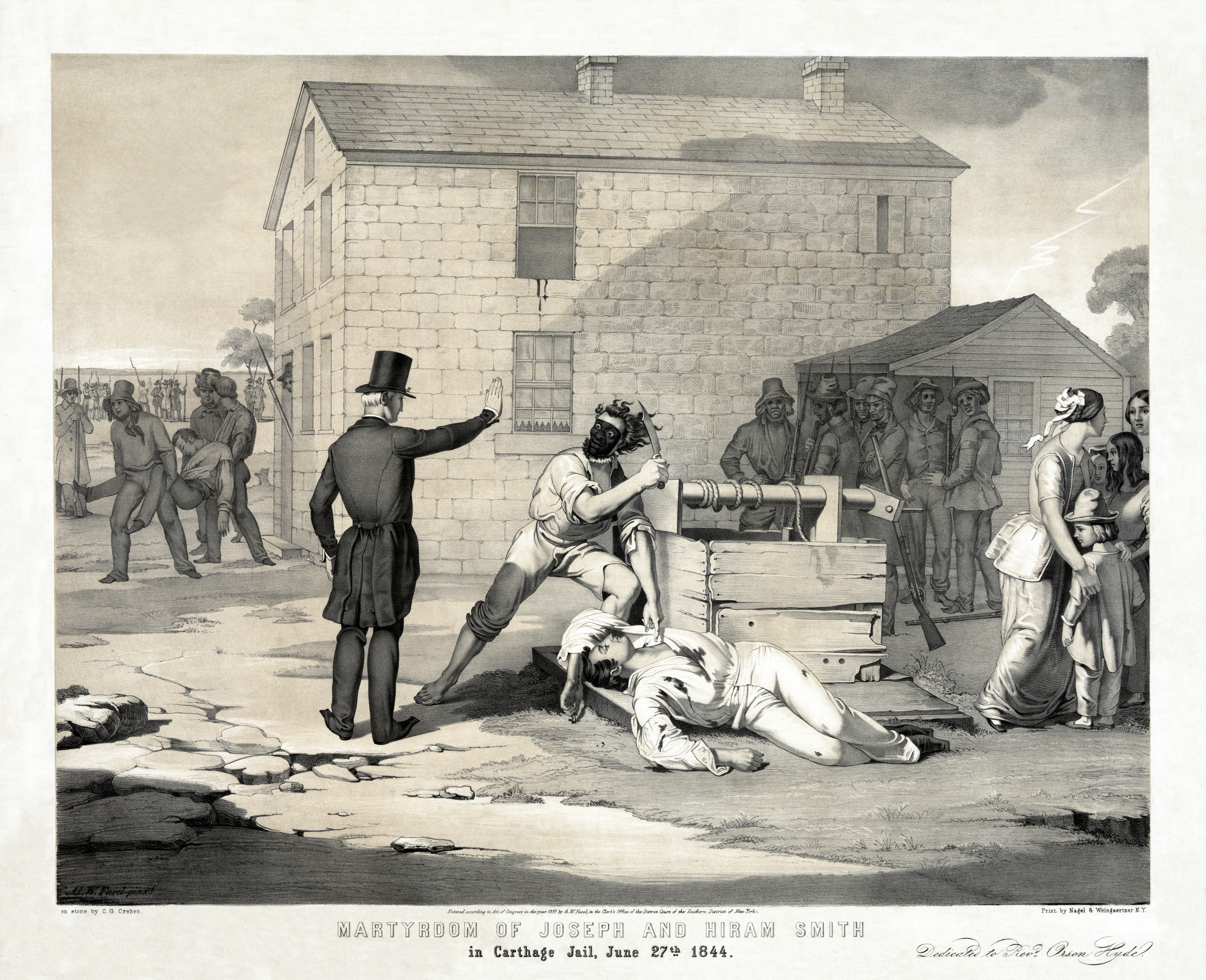
L'assassinat de Josep i Hyrum Smith.

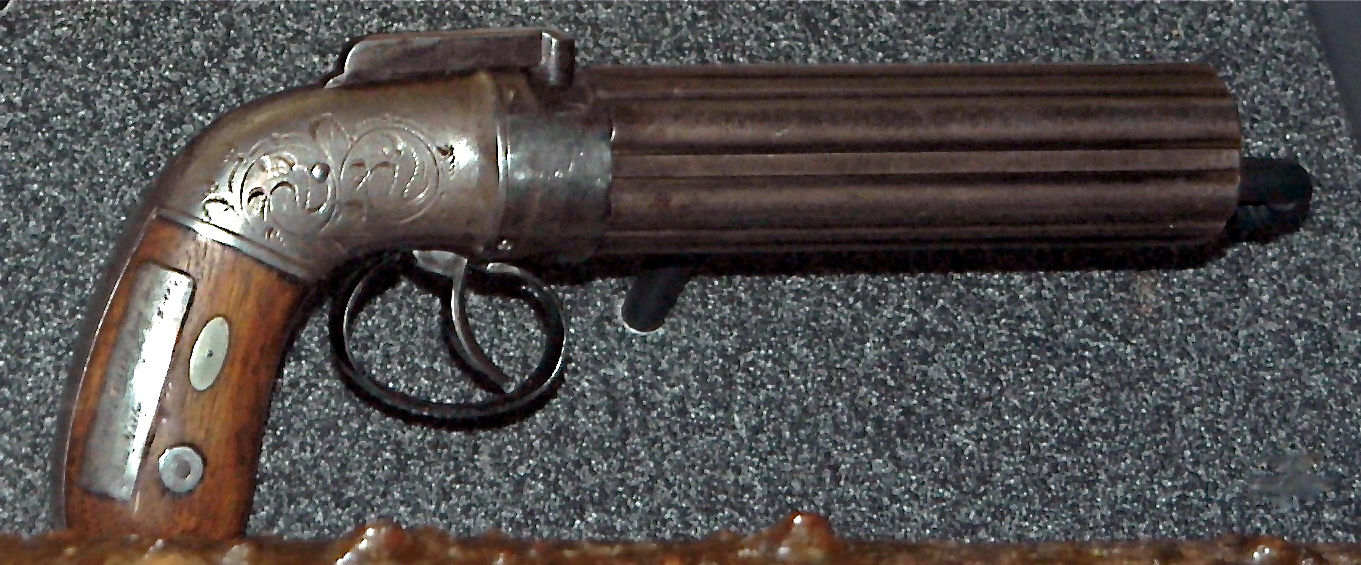
Pistola pepper-box utilitzada per Joseph Smith per a defensar-se de 27 juny 1844.

Smith i tres presoners mormons van ser empresonats a la presó de Carthage, en un quart pis sense reixes. Tots dos, Hyrum i Joseph Smith, tenien pistoles que havien estat introduïdes de contraban pels seus amics. El 27 de juny de 1844, un grup armat d'homes amb cares pintades de negre va irrompre a la presó. Hyrum va rebre un tret a la cara i el van matar. Smith va disparar la seva pistola sis vegades i va ferir tres homes. La multitud, però, va seguir disparant trets a Smith i als altres mormons. Smith, quan es disposava a saltar per la finestra del segon pis, va ser colpejat per una bola que va provocar la seva caiguda a través de la finestra. A terra, i encara viu, quatre homes van disparar les seves armes i el van matar.

#### Conseqüències
Alguns dels mormons prendrien represàlies, el poble de Carthage, abandonat el seu poble a la nit. No obstant això, els mormons estaven destrossats per la pèrdua del seu líder. Els cossos de Joseph i Hyrum van ser portats a Nauvoo. Tement la profanació de les tombes, els líders de l'església van decidir enterrar els homes al soterrani de la casa sense acabar de Nauvoo. Els taüts plens de sacs de sorra foren enterrats al cementiri després d'un funeral públic.
Es van presentar càrrecs contra cinc dirigents acusats de la multitud que havia matat Josep i Hyrum Smith, i van ser jutjats el maig de 1845. La defensa va argumentar que cap persona pot ser considerat responsable perquè els assassins estaven duts a terme per la voluntat de la gent. El jurat, que no incloïa a mormons, va absoldre als acusats.

### Crisi de successió
Després de la mort de Joseph Smith, el Moviment dels Sants dels Darrers Dies va sofrir una crisi de successió. Homes com Sidney Rigdon, Brigham Young, i James Strang van competir per ser els nous líders del moviment donant lloc a diverses denominacions en el mormonisme entre les quals es troben:
- Església de Jesucrist dels Sants dels Darrers Dies.
- Comunitat de Crist.
- Església de Jesucrist (Cutlerita).
- Església de Jesucrist (Bickertonita).
- Església de Jesucrist dels Sants dels Darrers Dies (Strangita).
- Església de Crist amb el missatge d'Elies.
- Església de Crist (Terreny del Temple).

### Era del pioner

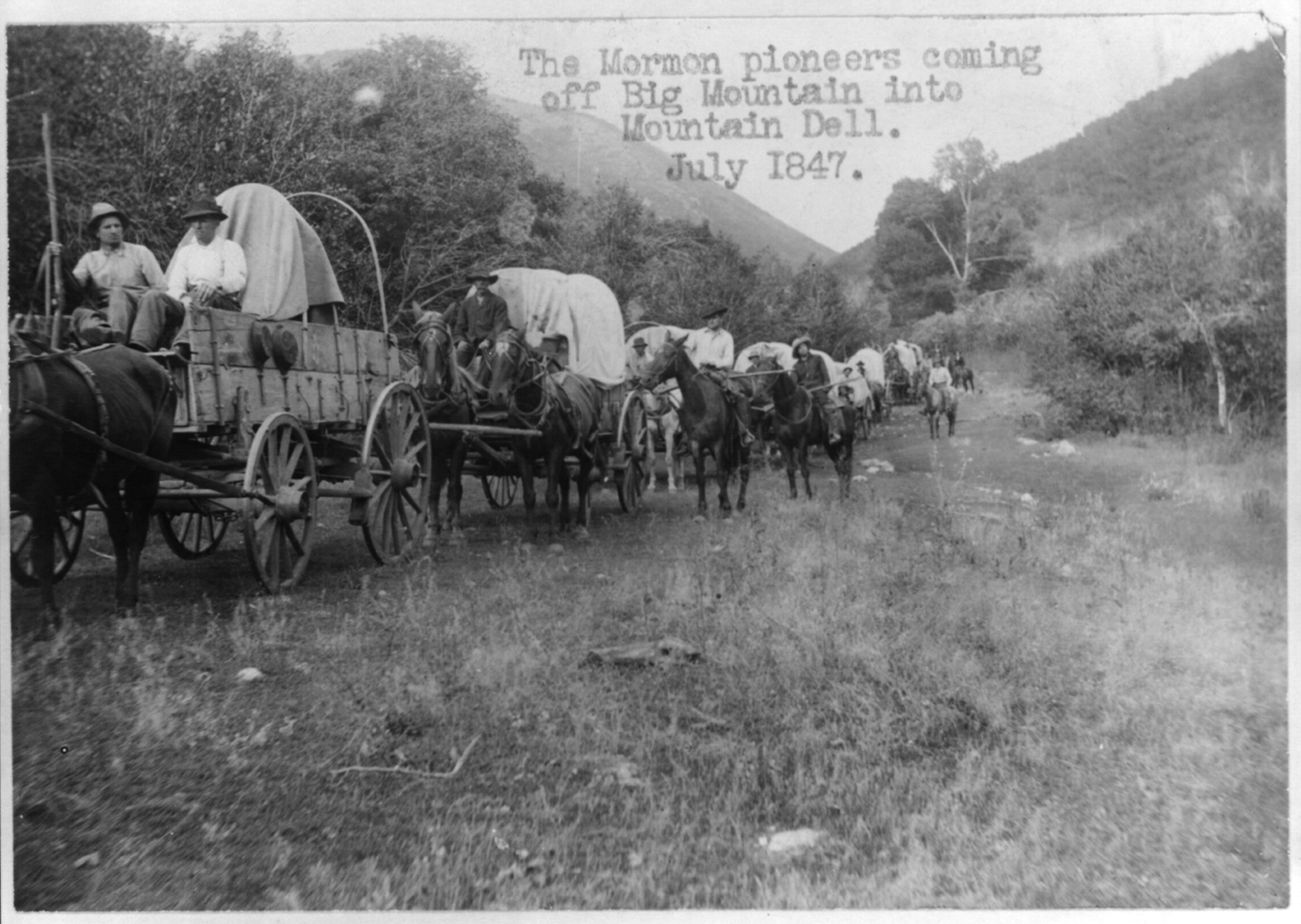
Pioners mormons que van a "Sió", entre les valls de les muntanyes. Fotografia presa el juliol de 1847.

Degut a la contínua persecució a què van ser sotmesos, Brigham Young, el successor de Smith, va portar els mormons a una llarga marxa a través dels Estats Units. Els mormons, de fet, foren dels primers pobladors de l'oest americà. Després d'un llarg viatge, el 3 de juliol de 1847 van arribar a la vall del Gran Llac Salat, situat a l'Estat de Utah i caracteritzar per ser un lloc perdut a l'àrid oest. Allà van colonitzar l'oest dels Estats Units i van establir centenars d'assentaments i ciutats, com ara Salt Lake City, que encara té el temple de L'Església de Jesucrist dels Sants dels Darrers Dies.
Els mormons que no van acceptar la successió de Brigham Young es van mantenir en les prades de Mississipi amb l'organització de diferents grups. El 1860 es va crear l'Església Reformada de Jesucrist dels Sants dels Darrers Dies (des de 2000 la Comunitat de Crist), amb seu a Independence (Missouri), la direcció de la qual va ser assumida pel seu fill i després pel nebot de Joseph Smith. És el segon grup religiós procedent del mormonisme. El 1862 es va formar l'Església de Jesucrist (Bickertonita). A més d'aquests grups, hi ha almenys quaranta comunitats religioses de desenes de milers de creients que reconeixen el ministeri profètic de Joseph Smith.

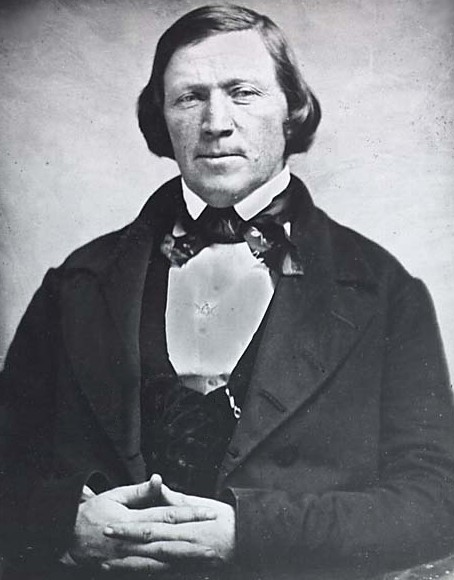
Brigham Young, segon profeta mormó

En arribar a les valls de les Muntanyes Rocoses, Brigham Young, el 29 d'agost de 1852, va predicar públicament per primera vegada la doctrina del matrimoni plural. Aquesta és una forma de poligàmia que, segons els Sants dels Darrers Dies, és la restauració de la pràctica del matrimoni patriarcal de l'Antic Testament que van realitzar profetes com ara Moisès, Abraham o David. Anteriorment, els líders de l'església havien tingut més d'una esposa, però a causa del clima de persecució que existia contra els mormons, la pràctica es va mantenir en secret amb la intenció de fer-la oficial en una ocasió més propícia. El Govern dels Estats Units d'Amèrica va reaccionar contra la pràctica del matrimoni plural dels mormons amb la promoció de diverses lleis contra la bigàmia.
L'Església va sostenir la constitucionalitat d'aquesta legislació sobre la base del dret a la llibertat de religió, tal com figura en la Constitució dels Estats Units. El Tribunal Suprem dels Estats Units va sentenciar en favor de les lleis aprovades pel Congrés, de manera que va declarar la plena vigència de la lluita contra la poligàmia constitucional.
Com que els mormons consideren que va ésser una revelació rebuda pel president i profeta de l'Església, Wilford Woodruff, el 24 de setembre de 1890 L'Església de Jesucrist dels Sants dels Darrers DIes va renunciar oficialment a la poligàmia, a partir de la publicació d'una declaració al món coneguda com el «Manifest». Des de llavors, l'Església no ha tolerat més matrimonis polígams i ha excomulgat a tots els qui hi tinguessin relació. Això va provocar el descontentament entre alguns sectors dels membres, els quals es van allunyar de l'Església i van continuar contraient matrimonis polígams en les seves comunitats aïllades. Fins i tot avui, algunes comunitats o esglésies fonamentalistes, que no estan en comunió amb l'església mormona oficial, segueixen practicant la seva pròpia forma de poligàmia, com ara l'Església Fonamentalista de Jesucrist dels Sants dels Últims Dies.

### L'era moderna

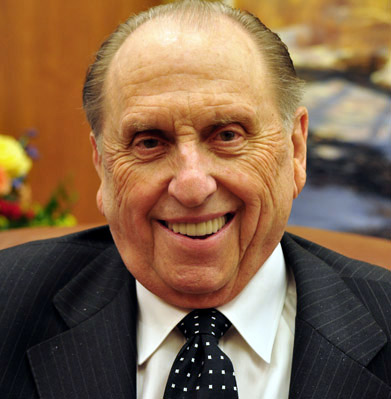
Thomas S. Monson, President actual de l'Església de Jesucrist dels Sants dels Darrers Dies

- El 4 de gener de 1896, Utah es converteix en l'Estat 45 de la Unió.
- El 15 de juliol de 1929, el Cor del Tabernacle Mormó va començar el seu programa de ràdio setmanal Music and the Spoken Word, que encara continua emetent continguts.
- El 1947, l'església va arribar al seu primer milió de membres.
- El 1978, es va estendre la possibilitat de sacerdoci a tots els homes fidels de l'Església, el comportament de la qual va ser digne d'aquest ofici sagrat, independentment de la seva raça.[39]
- El 23 de setembre 1995, es va publicar el document «La Família: Una proclamació per al món», amb el qual es reafirmava el paper central de la família en l'Evangeli de Jesucrist.[40]
- El 1996, els mormons nord-americans no eren majoria entre els creients en l'Església.
- El 1997, l'església va arribar als 10 milions de membres.[41]
- El maig de 1999, es va inaugurar el lloc web FamilySearch, la base de dades més completa sobre la investigació genealògica del món.[42]
- El 3 de febrer de 2008, Thomas S. Monson va ser ordenat setzè president de l'Església.[43]

## Missió
La missió de L'Església de Jesucrist dels Sants dels Darrers Dies és convidar les persones a venir a Crist i perfeccionar-s'hi. Aquesta missió té tres fases que ajuden els membres i als qui no ho són a progressar més en la seva vida, tant de manera temporal com espiritual. Són el fonament de les tradicions i costums de l'església:
- Primer: «Proclamar l'Evangeli».[46] Des del seu origen l'església ha estat coneguda pels seus programes missionals. Des de nens es persuadeix i s'incentiva els membres de l'església perquè serveixin en una missió entre els 19 i 25 anys. Aquests joves surten de les seves ciutats natals per a prestar el seu temps i el seu esforç no remunerat durant dos anys amb l'objectiu de predicar l'Evangeli. Cada missioner sufraga les despeses del seu servei. Aquesta despesa per als missioners nord-americans surt dels seus fons personals, mentre que els missioners de molts altres països empren el fons de la missió local, que retribueixen al final de les seves missions.[46]

- Segon: «Perfeccionar els sants». Aquesta missió compta amb múltiples programes, com ara l'orientació familiar en la qual els membres de l'església es visiten els uns als altres amb l'objectiu de fortificar l'esperit i acostar l'església a qui se n'ha separat. Un altre programa és la nit de llar, establerta oficialment en l'església els dilluns a la nit. Durant aquestes sessions els pares, en una reunió amb la família, ensenyen l'Evangeli a les seves llars.[47]

- Tercer: «Redimir els morts». És una obra vicaria, important des del començament de l'església i exclusiva entre el cristianisme. Aquesta doctrina, que inclou el baptisme pels morts, dona importància a proveir ordenances pels propparents que van morir sense el coneixement de Crist.[48] L'esforç a la recerca d'ancestres és primordial en els membres de l'església[49] i és el fonament de la seu contribució genealògica internacional. Altres cerimònies en favor dels morts, com el matrimoni etern, s'esdevenen en els propis temples.[50]

## Teologia

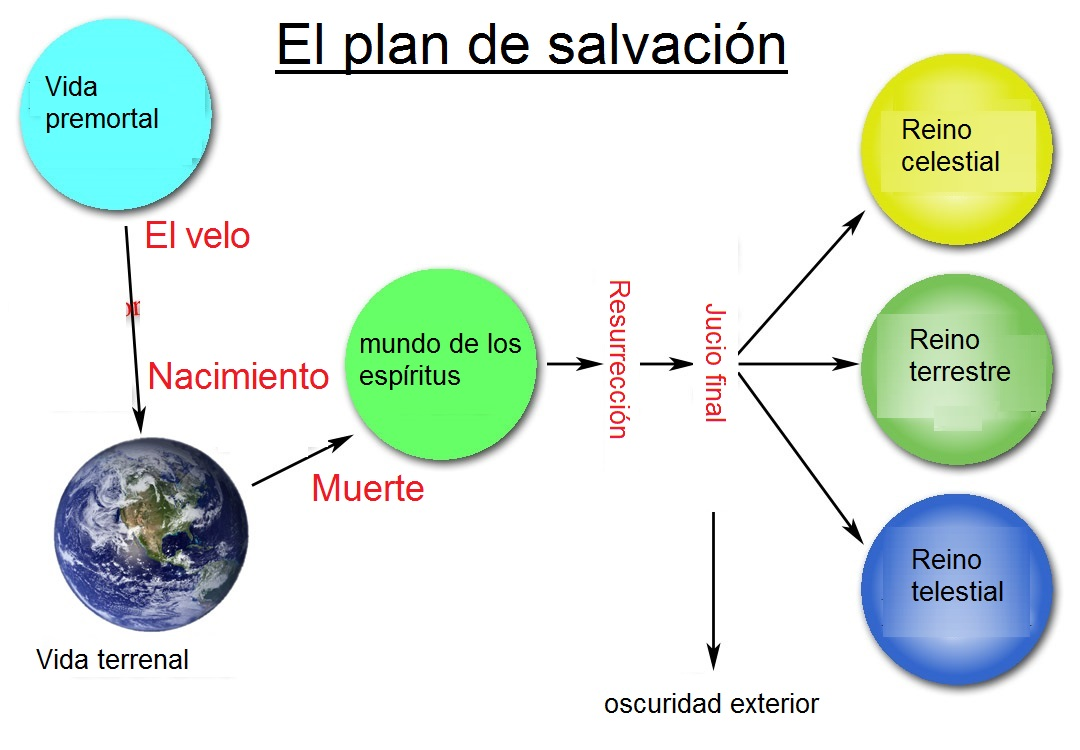
El Plan de Salvacion (Espanol).

Els membres de L'Església de Jesucrist dels Sants dels Darrers Dies es consideren cristians, però declaren no pertànyer a cap tradició ortodoxa, catòlica o protestant. Creuen que l'Església és la restauració de l'església original establerta per Jesucrist. Algunes confessions cristianes, però, no consideren el mormonisme una denominació de caràcter cristià, atès que hi ha moltes diferències substancials en les creences sobre la naturalesa de Déu i de Jesucrist.
La doctrina mormona estableix la revelació contínua, és a dir, que el cànon de les Escriptures Sagrades és obert. Aquest cànon no solament conté la Bíblia, sinó El Llibre del Mormó, Doctrina i Aliances, La Perla de Gran Preu i els Articles de Fe. Aquestes escriptures conformen les obres estàndards de l'Església Mormona. No obstant això, qualsevol declaració de les autoritats generals, particularment de la presidència de l'església, són escriptures sagrades no canonitzades. Els membres, en tot cas, han d'acceptar aquestes declaracions com a escriptura sagrada contemporània.
D'acord amb la doctrina mormona, principalment obtinguda del Llibre del Mormó, Jesús va visitar els pobles d'Amèrica del Nord per a predicar-los l'Evangeli de la Salvació. El llibre declara que hi va haver dues grans civilitzacions a Amèrica, l'una representada pels jaredites que hi van arribar després de la confusió de les llengües a la Torre de Babel, i l'altra que va sortir de Jerusalem el 600 aC i es va separar en dues nacions, els nefites i els lamanites. Després de mil anys, les civilitzacions van ser destruïdes, a excepció dels lamanites, que van ser els antecessors dels amerindis nord-americans. No hi ha, però, evidència històrica ni arqueològica sobre l'existència d'aquestes civilitzacions a Amèrica.

### Teologia de la deïtat

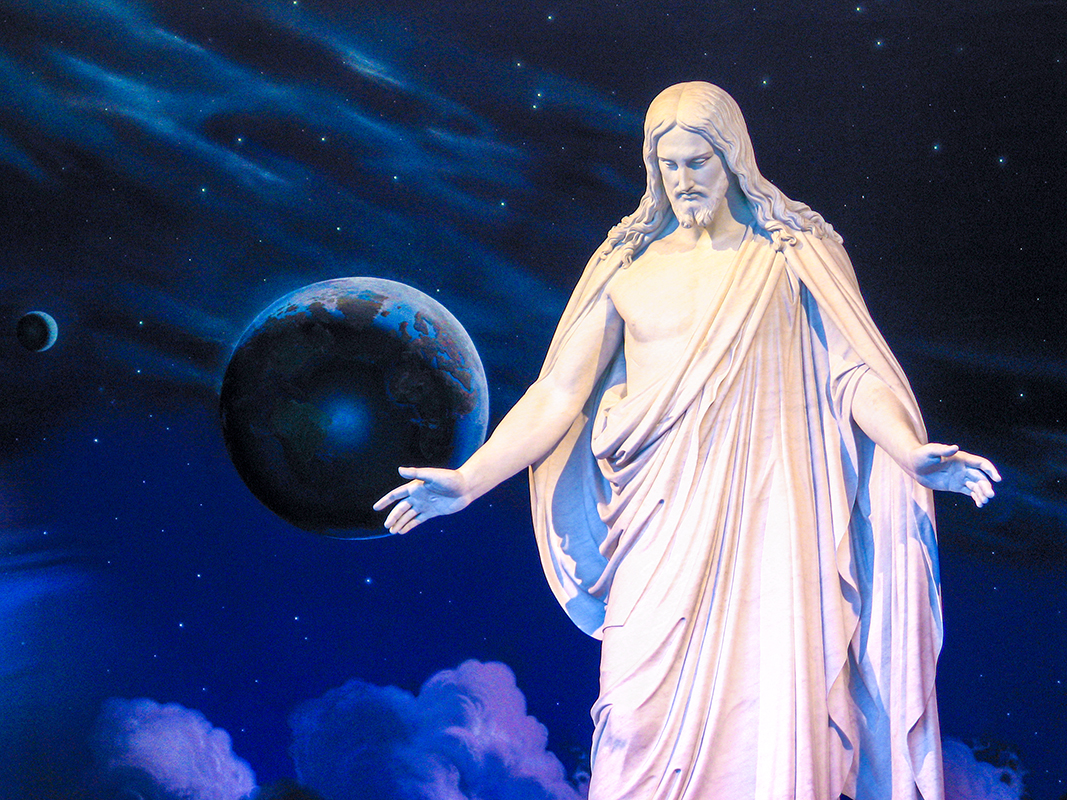
Estàtua de Crist en el Centre de Visitants en la Poma del Temple de Salt Lake City.

Una diferència principal de la teologia mormona amb altres branques cristianes és la doctrina de la deïtat, en oposició a la doctrina tradicional de la Trinitat. D'acord amb els mormons, Déu, Jesucrist i l'Esperit Sant són tres persones separades que conformen la deïtat. Els tres membres de la deïtat són eterns i igualment divins, però tenen papers diferents. Déu té un cos propi i Jesucrist en té un altre de diferent. Els tres, en tot cas, constitueixen una deïtat, «un Déu» en els altres sentits possibles, principalment units en propòsit.
El mormonisme dona els mateixos atributs als membres de la deïtat que la resta de les denominacions cristianes donen a la Trinitat: omnipotència, omnisciència, benevolència, eternitat, immutabilitat, immortalitat, immanència en l'univers, però no tenen transcendència sobre aquest: Déu és l'organitzador de la matèria, però tota la matèria sempre ha existit i sempre existirà. La immutabilitat de Déu solament afecta les seves criatures i el seu estat futur, però no el seu estat passat, ja que, d'acord amb els escrits de Joseph Smith (encara que no són considerats part de l'escriptura canonitzada), Déu Pare és un home que ha estat exaltat a l'estat de Déu. Els mormons també creuen, encara que aquesta doctrina no és canònica, que Déu està eternament casat amb una Mare Celestial, que és igual en estatus que el Pare. La seva identitat, però, ha estat protegida en anonimat pel Pare Celestial, motiu que explica per què ningú no coneix el seu nom.

### Diferències amb altres denominacions cristianes
Atès que hi ha grans diferències en la doctrina mormona i la resta de les denominacions cristianes, molts protestants i catòlics no consideren el mormonisme una església cristiana, i especialment consideren que la seva doctrina de la deïtat és politeista. Els mormons, per la seva banda, es consideren henoteistes o monolatrístics. Alguns mormons també creuen en l'existència d'altres déus o éssers divins que no tenen importància en la salvació de l'home. En l'adoració, però, els mormons creuen en un Déu d'acord amb la descripció donada pel Llibre del Mormó. A diferència d'aquesta doctrina, les esglésies protestants, anglicanes, catòliques i ortodoxes creuen que Déu és un ser (ousia) i simultàniament tres persones (hypostases).

### Oracions
Les oracions públiques són adreçades al Pare Celestial en el nom de Jesucrist. A fi de mostrar l'acord amb l'oració, els testimonis o els discursos, es pronuncia «amén» com a cloenda. Els membres de parla anglesa, com a mostra de familiaritat i respecte, són benvinguts a utilitzar the, thou, thy i thine (tu) quan s'adrecen a Déu. Els membres que parlen altres idiomes també poden utilitzar expressions familiars. La majoria de les oracions són improvisades i es poden fer de genolls, dempeus o asseguts. Inclinar el cap i plegar els braços durant la pregària també és comú.

### Litúrgia i ritus

#### El culte dominical
La litúrgia té lloc en els edificis religiosos anomenats «cases de reunió», «capelles» o «esglésies». El servei dels diumenges, amb una durada total de tres hores, es divideix en tres segments marcats per dues pauses de deu minuts. Cada sessió té una durada de vora 50 minuts i en la seva major part té lloc en el següent ordre:
- En la primera hora (o la darrera hora, segons la congregació), els homes (de 18 anys) i els joves (de 12 a 18 anys) es troben en classes segons la seva edat i les oficines del sacerdoci, mentre que les dones s'apleguen en les reunions de la Societat de Socors. per a les dones majors de 18 anys i per a les dones joves (entre 12 i 18 anys). A més, hi ha reunions de dues hores d'educació primària (de 0 a 12 anys), en les quals els nens són dividits d'acord amb l'edat.
- En l'Escola Dominical els fidels aprenen les històries i els principis religiosos que figuren en els textos sagrats (Bíblia, El Llibre de Mormó, Doctrina i Aliances i La Perla de Gran Preu). Cada any, al seu torn, s'estudia un d'aquests quatre llibres.
- La reunió sacramental és el centre de la litúrgia dominical, que es compon principalment de les cançons (Sacred Hymns en anglès), d'una oració al començament i d'una altra a la fi de la reunió. També hi ha el ritual de l'Eucaristia coneguda pels mormons com a «sagrament», a partir del qual es recorda el sacrifici expiatori de Jesucrist. Només l'oració de la benedicció del pa i l'aigua (en comptes del vi) tenen una fórmula fixa que ha de ser respectada amb tots els ets i els uts. Després de la distribució a la congregació del sagrament, es fan dos o tres discursos, de vora deu minuts cadascun, sobre diferents temes de l'Evangeli. Aquests discursos són portats a terme pels fidels o pels líders del sacerdoci, a excepció del primer diumenge del mes, anomenat «el diumenge de testimoniatge i dejuni». En aquesta ocasió, els discursos se substitueixen per breus «testimoniatges» dels fidels.

#### Conferències generals

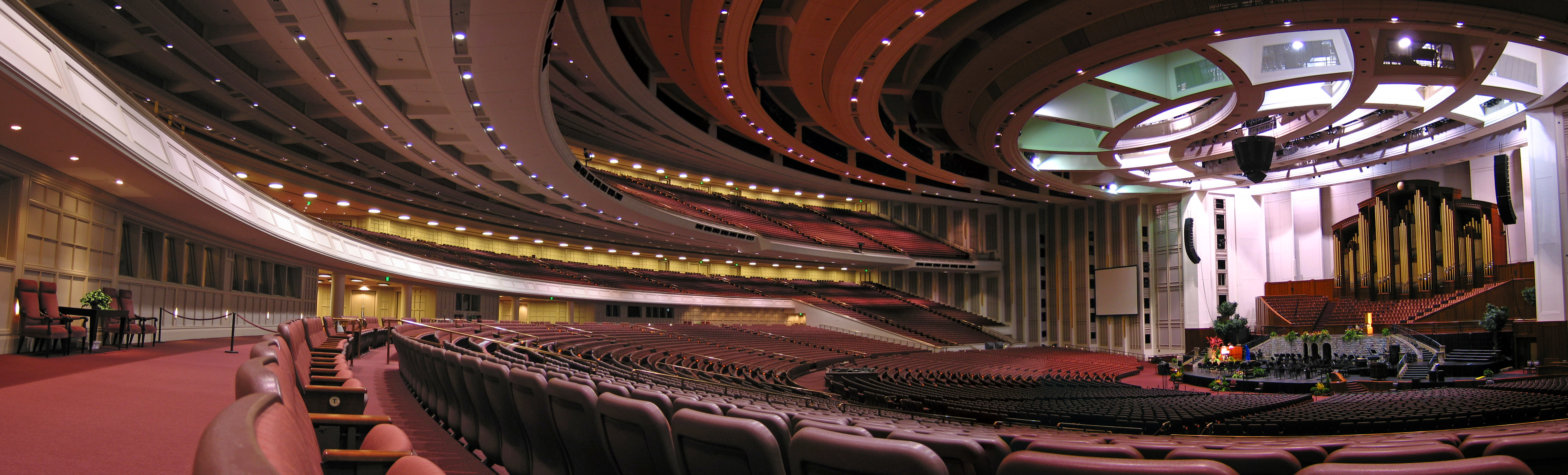
Centre de Conferències (SUD)

Dues vegades a l'any, el primer cap de setmana dels mesos d'abril i d'octubre, arreu del món l'Església es reuneix en la Conferència General. Des del Centre de Conferències de Tremp Square a Salt Lake City, Utah, el President de l'Església i de totes les Autoritats Generals de l'Església es posen davant dels fidels per a parlar sobre l'evangeli de Jesucrist. La conferència és transmesa per televisió via satèl·lit en les capelles mormones.

#### El culte realitzat en el Temple
A més del ritual dels diumenges, obert a totes les persones, hi ha altres ritus que se celebren en el temple, accessible tan sols als membres que han demostrat una bona fidelitat als principis i preceptes de l'Evangeli. Les «Ordenances del Temple» tenen un caràcter simbòlic i es realitzen perquè el creient individual comprengui els significats més profunds. Les ordres i la seva mateixa explicació són considerades sagrades, i, per tant, confidencials. El seu paper fonamental és entendre el ministeri del Senyor Jesucrist i de forjar, a través d'ordenances, més aliances amb Déu. Una altra funció és fer que els llaços familiars durin per a tota l'eternitat amb el ritual del matrimoni o «matrimoni etern», oficiat per un representant designat pel president del sacerdoci de l'Església. Un altre ritu practicat pels Sants dels Darrers Dies és el baptisme pels morts i altres ordenances de salvació. Aquests serveis es duen a terme en favor dels familiars que van morir sense tenir l'oportunitat de rebre les ordenances restaurades per l'Església. Els avantpassats morts, a partir dels baptismes efectuats pels seus descendents mormons, podran acceptar o refusar els serveis que facin en el seu nom.
En el pensament escatològic dels mormons els esperits dels morts no deixen d'existir, sinó que viuen en el món de l'«esperit». Tots els éssers humans tenen la capacitat d'escoltar, acceptar o rebutjar tant l'Evangeli com les ordenances que Jesús va celebrar d'acord amb l'Ordre del Sacerdoci divinament revelada als Sants dels Darrers Dies. Aquesta possibilitat s'ofereix en la seva vida mortal o en l'altra vida. Segons el credo dels Sants dels Darrers Dies, per a celebrar les ordenances de salvació com el baptisme és necessari que el receptor tingui un cos, de manera que l'esperit podrà rebre les comandes realitzades a favor seu mercès a les persones que se sotmeten a les ordenances en el seu nom. Aquesta creença ha dut L'Església de Jesucrist dels Sants dels Darrers Dies Sants a crear, a Salt Lake City, la major col·lecció de noms de persones que han viscut, a fi de batejar i celebrar les ordenances d'acord amb el ritu dels Sants dels Darrers Dies. En moltes capelles mormones hi ha Centres genealògics relacionats amb la investigació genealògica per a qui hi estigui interessat. De fet, els mormons són encoratjats per líders de l'Església a fer la investigació genealògica de la seva família i a reconstruir el seu arbre genealògic, almenys fins a la quarta generació, és a dir, la dels besavis.

#### La pràctica religiosa
- Família
- Oració
- Nit de Llar
- Llei de castedat
- Paper en l'Església
- Lectura bíblica
- Delme: els Sants dels Darreres Dies estan adherits a l'antiga llei del delme, que és la donació a l'església d'una desena part dels seus ingressos anuals a fi de construir el Regne de Déu. Mercès a aquest contribució l'església fabrica i segella els temples i capelles per a les congregacions. L'administració financera és oficialment revisada per empreses de comptabilitat independents.
- Paraula de la Saviesa: la secció 89 de Doctrina i Aliances, comunament anomenada «Paraula de la Saviesa», i considerada pels mormons una revelació, conté un codi de la salut".[51] D'acord amb aquesta revelació de 1833, als Sants dels Darrers Dies se'ls va ordenar que s'abstinguessin de consumir begudes o de prendre substàncies nocives, com ara te, cafè, alcohol, tabac i drogues. La «Paraula de la Saviesa», doncs, anima els fidels a seguir una dieta equilibrada que doni prioritat al consum de cereals, fruita i verdura, deixant per a l'hivern o èpoques de fam el consum de carn. Finalment, en la mateixa revelació, es promet a qui observi aquest codi aliment, salut i saviesa.
- Dejuni: a grans trets, els mormons dejunen el primer diumenge de cada mes. S'abstenen de consumir aliments o líquids durant tot un dia, al voltant de 24 hores. Per exemple, des de l'esmorzar del dissabte fins a l'esmorzar del diumenge, o del sopar al sopar. El dejuni comença i acaba amb una oració, que pot tenir motivacions diferents: en favor d'una persona que està malalta, per a l'assoliment d'objectius personals o per a donar gràcies a Déu. El primer diumenge de cada mes, que es coneix com a «dia de dejuni i testimoni», i durant la reunió sacramental, en comptes dels discursos tenen lloc els testimonis. El mateix diumenge s'ofereix una suma de diners (anomenat «ofrenes de dejuni»), equivalent a la quantitat que es gastaria en dos menjars a les quals s'ha renunciat. Els fons obtinguts a través d'aquestes ofrenes són utilitzats per a activitats de caritat de l'Església, adreçades als necessitats, ja siguin mormons o no.

#### Ofrenes i delmes
Els membres fidels aporten ofrenes de dejuni al dispensari de l'església en forma de diner efectiu. Les ofrenes tenen com a finalitat ajudar els pobres i els necessitats de l'Església. Els membres fidels es comprometen a complir amb el delme, que és el 10% dels seus guanys. Amb aquests diners es finança l'obra missional, les impremtes, els programes d'ocupació, els seus beneficis i, en general, l'administració i manutenció dels temples i de les capelles. El delme és considerat un manament dins de la doctrina mormona.

### El penediment, una forma de progressar

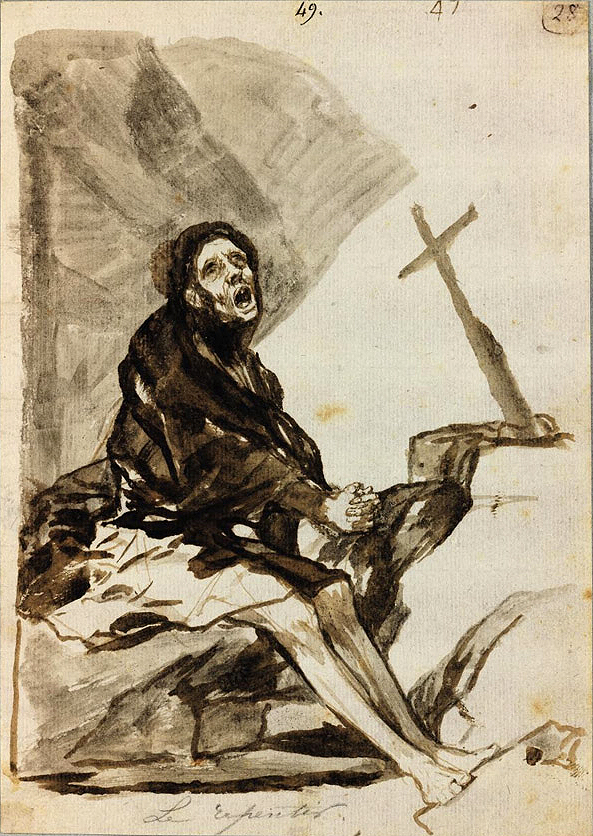
El penediment, és un dels més importants baluards i mecanismes perquè un membre pugui progressar espiritualment.

El penediment, fonamentat en Jesucrist, té el poder de perdonar pecats. És un dels baluards i mecanismes més importants de l'evangeli de Crist ensenyat a L'Església de Jesucrist dels Sants dels Darrers Dies, a fi que un membre pugui progressar espiritualment. En ensenyar que tota persona incorre en pecats o transgressions, se li fa necessari el penediment de les seves accions errònies amb un cor infringit, un esperit penedit i la ferma determinació de bandejar l'error. No s'ensenya sota el fonament d'inclemència, sinó sota els fonaments de gràcia i misericòrdia divina, un simbolisme de «tornar a Déu». L'església fa servir el terme de pecats majors, és a dir, faltes greus a certs manaments de Déu i estatuts de l'Església en les quals el mecanisme de reparació actua en una altra forma. Ocasionalment, especialment tractant-se de transgressions de major grau, com l'adulteri, cal la confessió davant una autoritat president local, com un bisbe. L'església no practica les confessions públiques com a mètode redemptor de transgressions morals. Quan no hi ha desig de rectificar, de reparar o quan s'ignora deliberadament l'abast dels pecats, es pot determinar la suspensió i/o l'excomunió del membre.

## Disciplina i postures
Els Sants dels Darrers Dies reivindiquen la seva condicions de cristians, i, per tant, seguidors dels ensenyaments de Jesucrist. La doctrina prescriu ajudar els altres, ser honests, ser servicials i dignes de confiança. Insisteixen en el matrimoni i la família; de fet, segons els preceptes de l'església, aquests poden durar després de la mort si es casen en el Temple o segellen el seu casament dins d'un temple. D'altra banda, defensen arribar verges al matrimoni i ser completament fidels al cònjuge.

### Conflictes interns i guerra
L'Església de Jesucrist dels Sants dels Darreres Dies és una organització cristiana que proclama la pau, i des del púlpit de l'Església mai no s'ha animat a anar a la guerra. En cas de guerra o conflicte nacional, s'inculca el respecte a l'autoritat legalment triada, el respecte i el lliurament com un fidel i lleial ciutadà al país on visqui. Cap membre fidel s'adherirà a moviments extrems o idees que estiguin en contra bé de l'Evangeli de Jesucrist, bé en contra de la constitucionalitat o marc legal del país. Té com a fonament el versicle «Doncs doneu al Cèsar el que és del Cèsar, i a Déu el que és de Déu» (Mateu 22, 15-21).
Si un membre és cridat a les armes i participa en un conflicte, s'espera que compleixi diligentment amb la seva pàtria. En tot cas, són instats a orar molt fortament perquè la seva presència serveixi per als propòsits de Déu i del seu país. Els actes de guerra en què poguessin veure's involucrats els membres de l'església resten subjectes al concepte d'obediència deguda al comandament superior.
Desgraciadament, de vegades, els governs prenen decisions equivocades. Això pot arribar a tenir terribles conseqüències per als membres en ambdós bàndols. A tall d'exemple, en la Segona Guerra Mundial estaven en ambdós bàndols de la contesa. No obstant això, les persones no són responsables d'aquestes decisions preses pels governs, però sempre han de procurar mantenir la millor conducta possible (la menys lesiva).

### Doctrina i Conductes
Els fidels preguen a Déu Pare en el nom de Jesucrist en forma personal i familiar les vegades que ho necessiten cada dia, i també en les seves reunions. Estudien les escriptures en les seves llars, paguen el 10% dels seus ingressos com a delme i dejunen una vegada al mes, amb la qual cosa es dona als pobres els diners que s'haguessin gastat en menjar. Es reuneixen a l'Església els diumenges a fi de recordar per mitjà del Sant Sopar el sacrifici de Jesucrist.
Els homes, comunament, surten a una missió de predicació amb 18 anys. Aquesta missió no és obligatòria, però és un manament que es troba en les escriptures i és decisió personal obeir. La missió té dos anys de durada (any i mig per a les dones i matrimonis grans, que també poden sortir en missions de predicació). El rang d'edat del jovent per a partir a la missió és de 19 a 25 anys en el cas dels homes, i a partir dels 19 anys en el cas de les dones, sense límit. Se'ls reconeix fàcilment per una placa negra que diu «Élder» (per als missioners barons) o «Germana» (per a les missioneres dones), seguit del seu cognom i la referència a la confessió.

### Paraula de Saviesa
La Paraula de Saviesa, escrita per revelació per Joseph Smith el 1833, és una doctrina que es troba escrita en una secció del llibre de Doctrina i Aliances i en la qual es descriu el codi de salut recomanat per l'església. L'adherència a les prohibicions en el consum de licor, cafè, te, el tabac i drogues il·lícites és un requisit per al baptisme, una expressió de comesa a Déu a fi que els seus membres entrin en els temples.
La Paraula de Saviesa és justificada sobre la base de l'analogia que el cos d'un individu és representació del temple de Déu. Hi ha una llista de recomanacions dietètiques, incloent-hi l'ús freqüent de cereals, fruita, verdura i carns en molt poc contingut. Als consells de salut inclosos en Doctrina i Aliances s'hi han afegit conceptes addicionals per les autoritats generals de l'església, considerats, ara, part de la Paraula de Saviesa. Alguns consells inclouen l'exercici regular, el millorament de la salut mental i física, etc. En la conferència general del 9 de setembre de 1851, Brigham Young va declarar que les recomanacions dins de la Paraula de Saviesa havien de ser preses com a manaments per a tot Sant dels Darrers Dies. La Paraula de Saviesa és considerada un principi amb promesa, per incloure un apartat amb conseqüències o benediccions físiques i espirituals per a qui compleixi amb la Paraula de Saviesa.

### Família i sexualitat

#### Llei de castedat
L'Església de Jesucrist dels Sants dels Darreres Dies incentiva als seus membres que siguin castos respecte dels seus cossos i apetits carnals. Des de petits, els membres són ensenyats a mantenir una conducta casta i pura, és a dir, a abstenir-se de relacions sexuals fins al moment de consumar el matrimoni. I durant el matrimoni els cònjuges solament poden mantenir relacions si han estat legalment casats davant la llei civil. D'aquesta manera s'orienta els matrimonis mormons a ser fidels i a preservar la integritat de la família. La violació d'aquesta llei pot portar greus conseqüències a la seva vida personal, pau interior i integritat espiritual, i, fins i tot, pot aplicar-se la suspensió o excomunió del membre transgressor.

#### El matrimoni

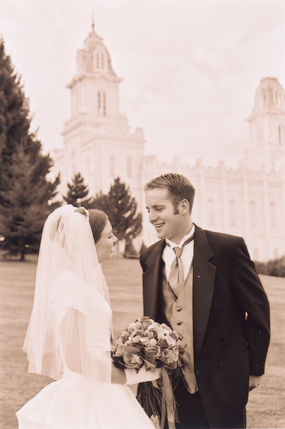
Parella davant del Temple de Manti Utah.

El matrimoni celestial (també anomenada l'Aliança Nova i Eterna o el matrimoni etern) és una doctrina única del mormonisme, en particular de L'Església de Jesucrist dels Sants dels Darrers Dies i de les branques del fonamentalisme mormó.
Dins dels mormons el matrimoni celestial és una ordenança associada amb un pacte que sempre té lloc dins dels temples per les persones autoritzades per a celebrar el poder segellat. Com a tal, les úniques persones autoritzades per entrar al temple són els que tenen un temple oficial recomanat. A la cerimònia de matrimoni d'un home i una dona, el pacte declara el marit i la muller units pel temps i l'eternitat. Els Sants dels Darrers Dies es distingeixen d'altres religions en aquest punt a partir de la seva interpretació de Mateu 16:19 i 18:18. Posen l'accent en el fet que les relacions matrimonials i els pactes realitzats en aquesta vida continuaran essent vàlids en la vida següent.

#### La Família

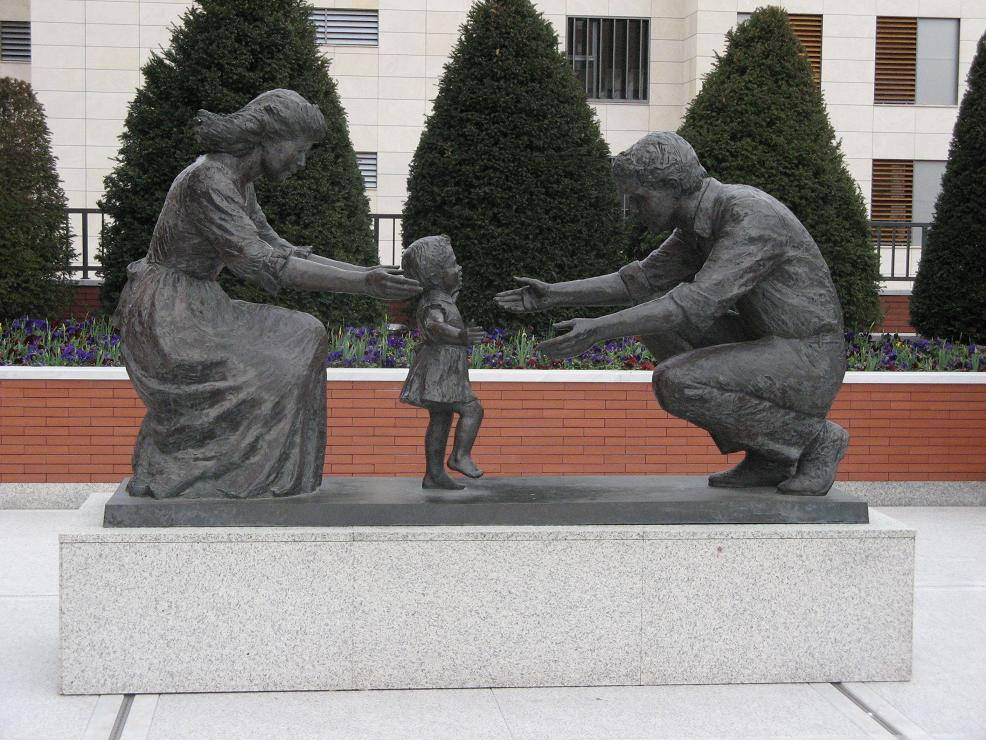
Escultura en el temple mormó de Madrid.

La família és la unitat bàsica i social més important que pugui existir tant en aquesta vida com en l'eternitat per als membres de L'Església de Jesucrist dels Sants dels Darrers Dies. Déu ha establert la família perquè els seus fills siguin feliços, perquè puguin aprendre principis correctes en un ambient d'amor i perquè es preparin per a la vida eterna. La llar és el lloc idoni per a ensenyar, aprendre i aplicar els principis de l'Evangeli. Les famílies poden ser eternes. La Primera Presidència de l'Església i el Consell dels Dotze Apòstols aclareixen:
| « | NOSALTRES, LA PRIMERA PRESIDÈNCIA i el Consell dels Dotze Apòstols de L'Església de Jesucrist dels Sants dels Darrers Dies, solemnement vam proclamar que el matrimoni entre l'home i la dona és ordenat per Déu i que la família és la part central del pla del Creador per a la destinació eterna dels seus fills. LA FAMÍLIA és ordenada per Déu. El matrimoni entre l'home i la dona és essencial per al seu pla etern. Els fills tenen el dret de néixer dintre dels llaços del matrimoni, i de ser criats per un pare i una mare que honren les seves promeses matrimonials amb fidelitat completa. Hi ha més possibilitats d'assolir la felicitat en la vida familiar quan es basa en els ensenyaments del Senyor Jesucrist. Els matrimonis i les famílies que assoleixen tenir èxit s'estableixen i mantenen sobre els principis de la fe, l'oració, el penediment, el perdó, el respecte, l'amor, la compassió, el treball i les activitats recreatives edificants. Per designi diví, el pare ha de presidir sobre la família amb amor i rectitud i té la responsabilitat de protegir-la i de proveir-li les coses necessàries de la vida. La responsabilitat primordial de la mare és criar als fills. En aquestes responsabilitats sagrades, el pare i la mare, com iguals, estan obligats a ajudar-se mútuament. Les incapacitats físiques, la mort o altres circumstàncies poden requerir una adaptació individual. | » |

Aquesta declaració és coneguda com «La Família: Una proclamació al món».

#### Casa i família
El 1995, la Presidència va emetre «La Família: una proclamació per al món», que subratlla la importància de la família. La Presidència va declarar que el matrimoni entre un home i una dona és ordenat per Déu i que la família és fonamental per al pla del Creador per al destí etern dels seus fills. El document explica, a més, que el gènere és una característica essencial de la identitat preterrenal, mortal i eterna. El propòsit és que el pare i la mare tenen rols diferents però iguals en el moment de criar els fills, de manera que els matrimonis i les famílies amb èxit, basas en els ensenyaments de Jesucrist, podran durar eternament. Aquest document és àmpliament citat pels mormons com una declaració de principis.
Quatre vegades a l'any, les dones adultes (les membres de Socors de l'Església de la Societat) assisteixen a reunió. La reunió pot consistir en un projecte de servei, assistir a un esdeveniment social o diverses classes que s'ofereixen. Les activitats d'enriquiment s'ofereixen per a les dones amb necessitats i interessos semblants

#### Poligàmia

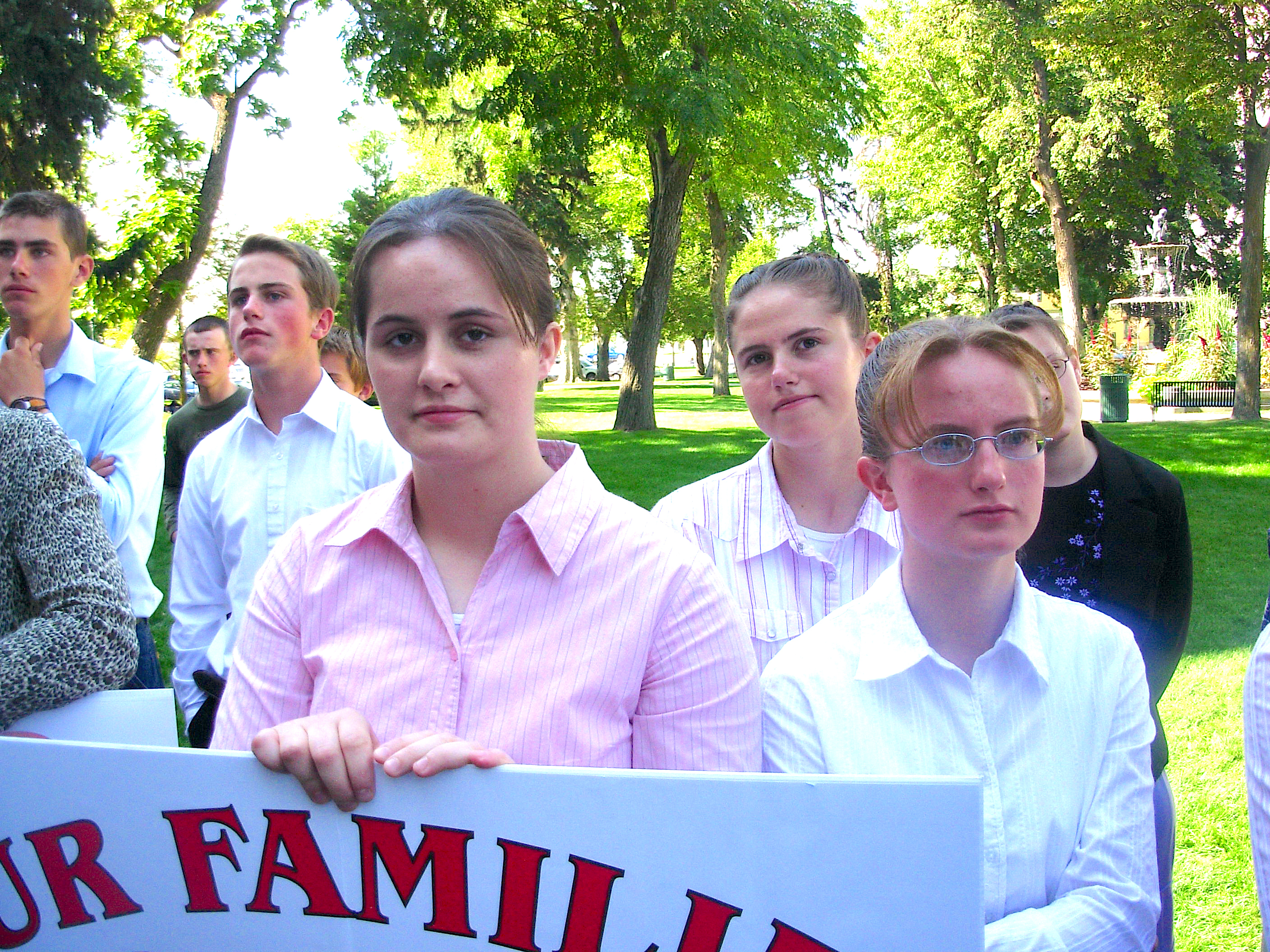
Una dotzena d'adolescents de famílies polígames, juntament amb més de 200 partidaris demostren en una manifestació a favor del matrimoni plural a Salt Lake City el 2006.

El controvertit principi del matrimoni plural va ser rebut pel profeta Joseph Smith a manera de revelació, en qüestionar el justificatiu pel qual Abraham i altres profetes bíblics podien tenir moltes esposes i concubines, i si la pràctica es considerava adulteri. La resposta apareix descrita en la secció 132 del llibre de Doctrina i Convenis -donada el 12 de juliol de 1843- en la qual es refereix que, tal com va ocórrer amb Abraham, Moisès, Salomó i uns altres en el passat bíblic, "queda justificat; no pot cometre adulteri"
 A l'octubre de 1843, Smith va donar instruccions al seu secretari "de procedir judicialment contra aquelles persones que estaven predicant, ensenyant o practicant la doctrina de la pluralitat d'esposes ... constantment he dit que cap home tindrà més d'una esposa alhora, tret que el Senyor dicti el contrari." Brigham Young i alguns dels seus seguidors al territori de Utah van practicar la poligàmia. El congrés dels Estats Units va dictar una sèrie de resolucions legals en 1862 amb relació a la poligàmia causant que molts Sants dels Darrers Dies anessin empresonats, perdessin propietats i altres repercussions per la seva adherència al matrimoni plural.
Uns 45 anys després de la revelació de Joseph Smith, després que la constitució del seu país fes il·legal el matrimoni plural, i després d'anys de seriosa turbulència social per la pràctica de la poligàmia a Utah, Wilford Woodruff, en aquells dies president de l'Església de Jesucrist dels Sants dels Darrers Dies, va negar públicament, el 6 d'octubre de 1890, les acusacions per part de membres del ministeri de l'interior d'aquest país, que l'Església ensenyava i practicava la poligàmia, i que a l'Església no es permetia "a cap persona la seva pràctica."
Gordon B. Hinckley, quinzè president de l'Església va aclarir públicament en 1998, que feia ja més d'un segle, "Déu va revelar clarament al seu profeta Wilford Woodruff que la pràctica del matrimoni plural havia de suspendre's, la qual cosa significa que ara està en contra de la llei de Déu. Fins i tot als països en els quals la llei civil o la llei religiosa permet la poligàmia, l'Església ensenya que el matrimoni ha de ser monògam i no accepta entre els seus membres als quals practiquen el matrimoni plural."
El Llibre de Mormó ensenya que el tenir moltes esposes és una pràctica iniqua, causa ferides emocionals i que cap home ha de tenir excepte una esposa.
| « | "Aquesta Església no té absolutament res a veure amb la gent que practica la poligàmia; ells no són membres d'aquesta Església... Si a algun dels nostres membres se li sorprèn practicant el matrimoni plural, se li excomunica, que és la pena més seriosa que l'Església pot imposar. Els que tal fan no només contravenen directament la llei civil, sinó que infringeixen la llei d'aquesta Església". | » |

Altres manuals oficials de l'església refereixen que, quan és ordenat per Déu, el matrimoni plural és considerat digne, mentre que en altres circumstàncies es considera pèrfid.

#### Avortament
L'Església de Jesucrist dels Sants dels Darrers Dies s'oposa a l'avortament, catalogant-lo com "una maldat crua"," i que inevitablement provoca remordiment, pesar i lamentació", incloent l'avortament d'embaràs avançat. No obstant això, accepta l'avortament en limitats casos, per exemple, si la concepció va ser provocada per violació o incest, quan la vida de la mare està en perill, segons autoritats mèdiques competents i en casos en què estigui evidenciat que el fetus pateix defectes greus que no li permetran viure després de néixer. Així i tot, en aquests casos, es recomana que la mare reflexioni sobre aquest tema i busqui, juntament amb la seva família i líders eclesiàstics, la guia de Déu, abans de prendre una decisió. L'Església ofereix serveis d'adopció, especialment per a matrimonis que tenen dificultats per tenir fills, i així ho requereixin.

### Política
L'Església de Jesucrist dels Sants dels Darrers Dies declara la seva neutralitat en relació amb assumptes polítics. Cap candidat o polític, mormons o no, compte amb el suport de l'Església local i no es fa servir això per a les polítiques de promoció. D'altra banda, l'Església encoratja als seus fidels perquè facin els seus deures cívics amb responsabilitat i a participar activament en el procés democràtic.

### Les pràctiques comunes
Les pràctiques actuals dels Sants dels Darrers Dies d'incloure el respecte per la Paraula de Saviesa, la llei de castedat, el delme, la participació en el clergat secular de l'Església que s'abstinguin de treballar en diumenge, si és possible la nit de la llar, l'ensenyament a la casa i visitant a l'ensenyament. Els tatuatges i pírcings, a excepció d'un parell d'arracades per a les dones, estan molt desaconsellats.
Els membres de l'Església s'anima a casar-se i tenir fills, les famílies dels Sants dels Darrers Dies tenen una tendència a ser més que la mitjana. Qualsevol activitat sexual, heterosexuals i homosexuals, fora del matrimoni es considera un pecat greu. Els matrimonis entre persones del mateix sexe no són realitzats o recolzats per l'Església.
Els pares Sants dels Darrers Dies posseeixen el sacerdoci en general donar una "benedicció als nens" poc després del seu naixement, el seu oficial li assigna un nom i guardar com a membres de l'Església. No obstant això, els nens no poden ser batejats abans de l'edat de vuit anys, considerada l'edat de la raó.
L'Església insisteix que les normes morals dels mormons creuen que va ser ensenyat per Jesucrist, que inclouen l'honestedat, la integritat, l'obediència a les lleis de la castedat fora del matrimoni i la fidelitat dins del matrimoni. L'Església insisteix en la importància de la família, i el concepte que viu una família unida i el progrés etern, un concepte al cor de la doctrina dels Sants dels Darrers Dies.
L'Església s'oposa a l'avortament, excepte en circumstàncies excepcionals, com en els casos de violació o incest o per salvar la vida de la mare. No obstant això, l'Església respecta el dret de la lliure voluntat individual i la decisió va ser adoptada finalment per l'individu, inspirat per Déu, a través de l'oració i el dejuni sincer. També s'oposa a la pornografia, jocs d'atzar, jocs, així com regulada per l'Estat, o patrocinats per organitzacions de caritat. S'aconsella als Sants dels Darrers Dies no prendre part en qualsevol tipus de mitjans de comunicació obscè o pornogràfic, així com els que mostren les representacions gràfiques de sexe o violència.

### Preparació personal
L'Església anima encaridament a cada família a preparar-se per a tota mena de desastres, inclosos els econòmics, en temps difícils. Els membres són encoratjats a jardins de plantes, les reserves de la botiga per un any i celebrar un "kit de 72 hores", que conté els materials necessaris per a l'autonomia en cas de desastres naturals. L'Església està organitzada per a una ràpida resposta a les necessitats immediates, però s'espera que els membres de ser independent, per satisfer les seves pròpies necessitats, i ser capaç d'ajudar els seus veïns i el seu entorn. La resposta de l'Església a emergències o desastres és dirigit per la botiga i el bisbe no es limita als membres de l'Església.
L'Església també dona suport a programes que ajuden els membres a convertir-se en operadors de ràdio aficionats per a proporcionar comunicacions entre les instal·lacions de l'Església, en casos de desastre. Equip amateur ràdio d'alta freqüència per permetre la comunicació en curs a tot el món, mentre que les operacions de molt alta freqüència connectar els líders locals. A les zones de risc, com el sud de Califòrnia exposada a terratrèmols, de les sessions dels cursos i exàmens de llicència de radioaficionat es realitzen amb regularitat en les capelles locals, i estan obertes a tots sense distinció d'edat o afiliació religiosa.

## Escriptures
Joseph Smith va ensenyar, i des de llavors la creença s'ha mantingut, que el cànon de llibres sagrats no estava tancat i que Déu seguia revelant coses divines a l'home. L'Església accepta altres llibres sagrats i revelacions que complementen i clarifiquen a la Bíblia. Més encara, Déu pot donar revelacions a qui presideixen l'església en el present, així com revelacions personals a qualsevol home o dona en qualsevol lloc i situació i que compleixi els requisits de la fe en Crist, relacionats a les seves vides personals i familiars. Se sostenen a la Primera Presidència i als dotze apòstols de l'Església com profetes, vidents i reveladors.

### La Bíblia
Tots els Sants dels Darrers Dies accepten a la Santa Bíblia com escriptura sagrada fins on estigui correctament traduïda., i creuen que les seves profecies són verídiques, però que hi ha algunes parts de la traducció de la Bíblia que estan incompletes o incorrectes. S'estudia l'Antic Testament i el Nou Testament en classes dominicals anomenades Escola Dominical. S'entén que les escriptures són compendis de llibres que manifesten la voluntat de Déu per mitjà dels seus respectius profetes, i noten que existeixen altres llibres que s'esmenten en la Bíblia que s'han perdut. La revisió de la Santa Bíblia, considerada la millor traduïda; totalment acceptada i usada pels membres hispà-parlants de l'Església de Jesucrist dels Sants dels Darrers Dies, és "Reina Valera 1960".
| «                    | «Som creients fidels i verídics en el Senyor Jesucrist i en La seva paraula revelada per mitjà de la Santa Bíblia.» | » |
| — M. Russell Ballard | |   |

Al setembre de 2009, l'església va publicar el text de l'edició SUD de la Santa Bíblia, basat en l'edició Regna-Valera de 1909 i revisada de manera molt conservadora. Es va fer èmfasi en la modernització de certa gramàtica antiga i de vocabulari que ha variat pel que fa a significat i acceptabilitat.

### El Llibre del Mormó
És un volum d'escriptura sagrada, semblant en propòsit i teologia a la Bíblia, i és considerat pels seus membres com el més correcte de tots els llibres sobre la terra, i la clau de la seva religió. És una història de la comunicació de Déu amb els antics habitants d'Amèrica. El relat comença 600 anys AC, quan el Senyor va manar a un profeta cridat Lehi que sortís de Jerusalem amb la seva família, els quals van ser conduïts a una terra de promissió: Amèrica. Després de Lehi, el Senyor cridaria a altres profetes: Nefi, Mosíah, Helamán, entre d'altres. Mormó va ser un d'aquests profetes i va ser qui compendií els escrits de tots els profetes que li van precedir, en un llibre, el qual és avui El Llibre del Mormó. Es predica que el llibre atesta de la missió de Jesucrist, igual que ho fa la Bíblia.

### Doctrina i Aliances
Aquest llibre conté escrits, considerats revelacions modernes, donades per Déu a Joseph Smith i alguns dels seus successors. Conté instruccions sobre el sacerdoci, l'obra de la missió, l'obra dels temples, les glòries de les eternitats, i l'obra a favor dels morts, entre d'altres. Doctrina i Convenis consta de 138 seccions o capítols i 2 Declaracions Oficials, donades a Joseph Smith en la seva majoria; encara que contenen també el que es considera és la paraula literal de Déu o àngels (Sec. 2, 122 i 136), ordenacions (Sec. 13), visions (Sec. 76, 110, 137 i 138), actes (Sec. 102), oracions (Sec. 109 i 121), preguntes (Sec. 113), deures i responsabilitats eclesiàstiques (Sec. 123), epístoles (Sec. 127 i 128), instruccions personalitzades (Sec. 129 a 131 i declaracions (Sec. 134). La majoria de les Seccions van ser rebudes per Joseph Smith des de 1829 fins a la seva mort. La Secció 135 relata la mort d'aquest, escrit per John Taylor el 27 de juny de 1844. L'última secció és una visió donada al President Joseph F. Smith l'any 1918 sobre el món dels esperits i l'administració de l'obra de la missió entre els morts.

### La Perla de Gran Preu
Tots els Sants dels Darrers Dies accepten una col·lecció d'escriptures sagrades anomenada "La Perla de Gran Preu". La qual està formada per "El llibre de Moisès", "El llibre d'Abraham", "Joseph Smith - Mateu" i "Joseph Smith - Història": una selecció de matèries o temes de gran valor que es relacionen amb molts aspectes importants de la fe i de la teologia de L'Església de Jesucrist dels Sants dels Darrers Dies. El profeta Joseph Smith va preparar aquests temes i es van publicar en els periòdics de l'Església en la seva època i són considerats autèntics i part de la paraula de Déu.

#### El Llibre de Moisès
Consisteix en un llibre curt, de vuit capítols, que Joseph Smith va començar al juny de 1830 en el qual va afirmar haver traduït, amb el poder de Déu, els escrits de Moisès de la Bíblia, agregant parts originals que s'havien perdut amb el córrer del temps. Equival al començament del Gènesi, i conté un relat de la creació del món, la història d'Adam i Eva, la vida d'Enoc (descendent directe d'Adam) i les condicions que van preparar al món per al Diluvi. Relata l'intent de Satanàs de destruir el Pla de Salvació, i de com Jesucrist va acceptar dit pla en la vida d'abans.

#### El Llibre d'Abraham
Al començament del segle xix, un arqueòleg italià, Antonio Lebolo, va trobar certs papirs en tombes egípcies. AL morir els va deixar a Michael Chandler. El mateix els va exposar en Estats Units en 1835. Joseph Smith els va comprar amb ajuda dels membres de l'església en Kirtland per $2.400 i, amb Oliver Cowdery i W. W. Phelps com escriguis, va traduir els caràcters i jeroglífics. Aquestes transaccions històriques es van tornar en qüestió de fe en donar Joseph Smith a conèixer la traducció dels manuscrits. Els escrits que va presentar Joseph Smith contenen un relat en primera persona, escrit per qui va ser el patriarca Abraham. En pocs capítols, es narra la decisió d'Abraham de fugir de la seva casa, el seu viatge a Egipte, i diverses visions que va tenir, incloent altra narració de la creació del món i el pla de salvació que va ser presentat als fills espirituals de Déu en la vida d'abans.

#### Joseph Smith – Mateu
Llibre d'un només capítol, forma part de la correcció que Joseph Smith va afirmar fer de la Bíblia, amb l'ajuda divina. L'Església de Jesucrist dels Sants dels Darrers Dies continua utilitzant la Bíblia cristiana (sense els llibres deuterocanònics, acceptats per l'Església Catòlica, alguns els criden 
"apòcrifs" Arxivat 2010-01-13 a Wayback Machine. (el que significa que la discussió sobre aquests textos està oberta), però considera d'importància la correcció de Joseph Smith. No obstant això, cap d'aquestes correccions es troba en el cànon d'escriptures, excepte dos fragments: "El llibre de Moisès" (explicat dalt) i el capítol 24 de Mateu, la correcció del qual es denomina "Joseph Smith - Mateu".

#### Joseph Smith-Història
Són seleccions del testimoniatge i història oficial de Joseph Smith que ell va preparar en 1838 i que es va publicar en sèrie en el periòdic Times and Seasons, en Nauvoo, Illinois, començant el 15 de març de 1842.

### Revelacions Actuals
Els fidels de l'església (comunament cridats Sants dels Darrers Dies) creuen que Jesucrist guia l'església per revelació donada al President de l'Església, a qui consideren que és un profeta. Les revelacions personals, no són considerades escriptures, ni tenen la importància d'aquestes. No obstant això, d'acord amb la doctrina d'aquesta Església, Joseph Smith (fill) ensenyava que cada persona tenia la responsabilitat de buscar a Déu per si mateixa. Tota persona pot rebre revelació per a la seva pròpia vida. Se sosté, per tant, que quan Déu revela una mica per a totes les persones i l'església, ho fa a través del seu profeta per mitjà de l'Esperit de Déu, guiada i provada pels ensenyaments de les escriptures. L'església i els seus membres consideren fonamental la revelació moderna de Déu, com una revelació que és constant. El president de l'Església dona a conèixer revelacions i instruccions en les «Conferències Generals» semestrals. És acceptat que, en cas de ser necessari, el president de l'Església de conèixer noves escriptures, oficials i que s'incorporen al cànon ja existent, el que va succeir per última vegada en 1978. A part del president de l'Església, altres líders de l'Església (apòstols, els setanta, presidents d'estaca, bisbes) també poden donar a conèixer les revelacions que rebin referent a les congregacions al seu càrrec, les quals no són aplicades a tota l'Església, tampoc són agregades als llibres canònics (escriptures). Els mormons creuen que tota persona digna -home o dona- independentment de la seva relació amb l'Església, pot rebre revelació de Déu, principalment en forma de pensaments i sentiments, per a ajudar-los en les seves responsabilitats, especialment en la seva vida personal i familiar. Així, per exemple, una mare podria rebre revelacions que li ajudin a criar als seus fills o un jove podria rebre una revelació sobre com portar a terme els seus estudis.

## Organització i lideratge

### Organització

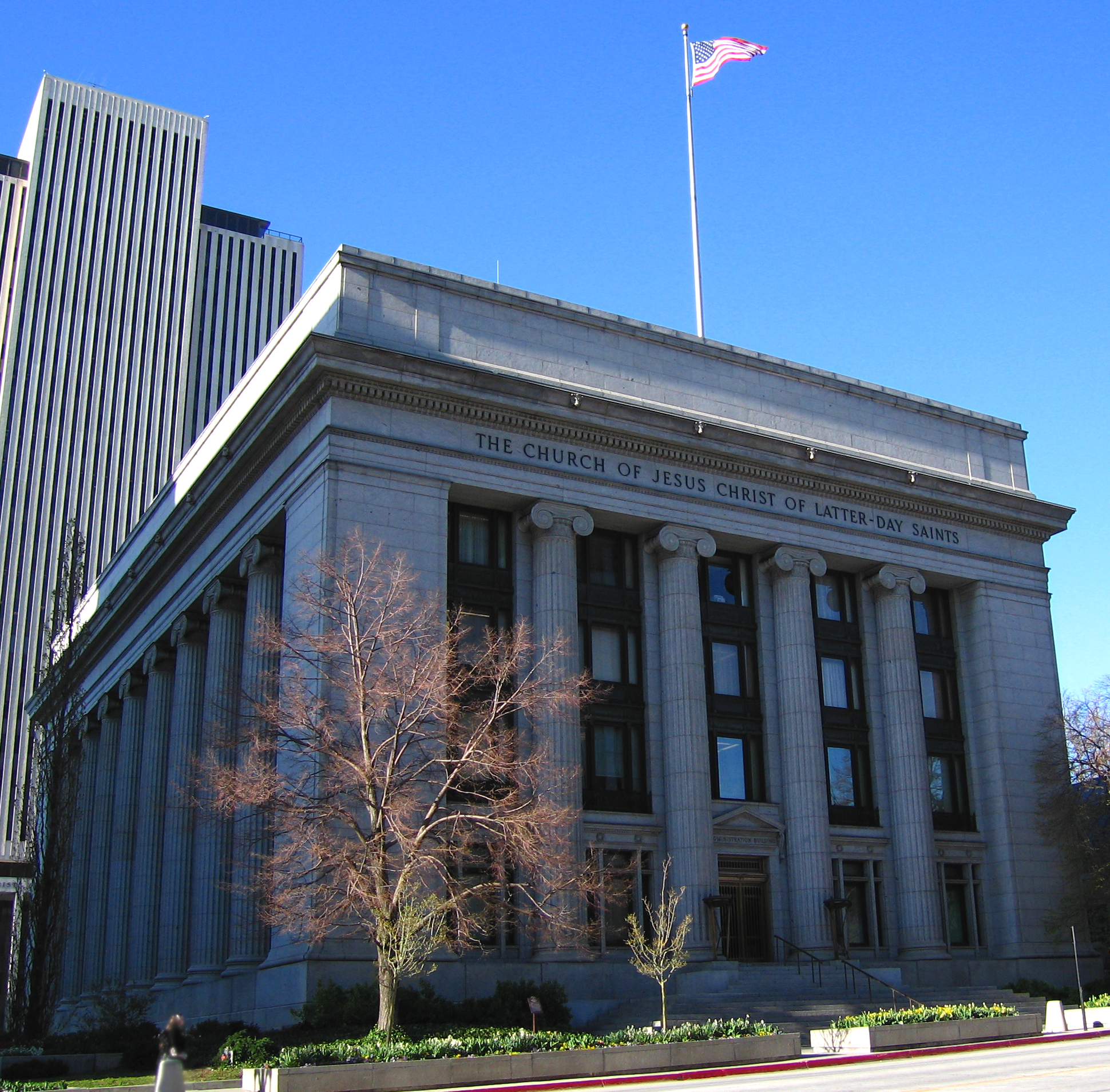
El Centre d'Administració de L'Església de Jesucrist dels Sants dels Darrers Dies en Salt Lake City

L'església, restaurada el 6 d'abril de 1830, afirma ser la restauració de l'Església original que ha existit en totes les èpoques de la terra i que va romandre en apostasia des del martiri dels apòstols de Jesucrist. L'Església està dirigida sota una organització que afirma ser històricament semblant a la deixada pels apòstols de Jesucrist, amb profetes i apòstols presidint a l'Església. En tal respecto Joseph Smith, Fill (Joseph Smith Jr., 1805-1844), i els altres profetes que li han succeït són considerats profetes, cadascun aconsellat per un quòrum de dotze homes considerats apòstols.

### Lideratge

#### Lideratge a escala mundial i local
Així com Pere, Jaume i Joan van ser els principals capdavanters en els temps del Nou Testament, l'Església de Jesucrist dels Sants dels Darrers Dies és presidida per tres homes coneguts com la Primera Presidència, formada pel profeta, o President de l'Església, i els seus dos Consellers.
D'acord amb aquest mateix model apostòlic, es distingeix un cos de dotze apòstols vivents, per mitjà dels quals és difós el seu missatge a tot el món. La Primera Presidència, composta pel profeta i els seus dos Consellers; el «Consell dels Dotze Apòstols»,presidit pel segon Apòstol de major antiguitat en el Quòrum dels Dotze; el Bisbat President compost per un Bisbe President i dos Bisbes Consellers; i el Primer i Segon Quòrum dels Setanta, conformen el que els Sants dels Darrers Dies coneixen com «Les Autoritats Generals» de l'Església, és a dir, els líders amb autoritat a nivell mundial en els assumptes de l'Església. Del Tercer al Vuitè Quòrum dels Setanta se'ls coneix com a Autoritats d'Àrea, és a dir, que tenen autoritat dintre de la seva jurisdicció d'Àrea, que té límits específics. El quòrums dels Setanta són presidits per 7 presidents. L'Església també compta amb germans i germanes que serveixen com líders de les Organitzacions Auxiliars a nivell mundial. A nivell local l'Església es divideix en unitats anomenades «estaques» (analogia a les estaques d'una tenda de campanya que la sosté, la tenda de campanya simbolitza a l'Església), dividides al seu torn en unitats més petites anomenades «barris». Cada estaca és presidida per una Presidència d'Estaca composta per un President i dos Consellers. Els barris són dirigits per Bisbes que són també assistits per dos consellers, formant el Bisbat del Barri. A les localitats on no hagi una gran quantitat de membres de l'Església s'organitzen Branques, que són unitats més petites que un barri però que igual que aquests agrupen a un nombre de famílies. Aquestes Branques són presidides (dirigides) per una presidència de Branca composta per un president i dos consellers. Si es donés el cas que hi ha Branques que geogràficament estan prop una de l'altra es pot conformar un Districte, presidit per una Presidència de Districte composta per un president i dos consellers. Cada Districte és dependent de la Missió on estigui situat. Una Missió és presidida per una Presidència de Missió composta per un president i dos consellers. Una Branca pot pertànyer a un Districte, o també a una Estaca depenent de la seva proximitat. Cada unitat local compte amb presidències de Quòrums i Organitzacions Auxiliars. Cada barri està compost per un nombre reduït de membres que viuen prop uns d'uns altres i que es relacionen entre ells com una sola família. Es visiten mútuament i procuren conèixer les seves necessitats per a convertir-les en oportunitats de servei. Degut al fet que la seva actitud està majorment orientada cap al servei, els membres ocupen posicions de lideratge denominades «crides» de manera totalment voluntària i sense rebre cap pagament.

#### Líders de Quòrums del Sacerdoci
El Sacerdoci és l'autoritat que Déu a dau als membres fidels i dignes de l'Església per a dirigir i beneir la seva Església. És per mitjà del Sacerdoci de Déu que es dirigeixen els assumptes del Regne de Déu en la Terra. El Sacerdoci està conformat per diferents Oficis, cadascun amb responsabilitats específiques segons la seva ordenació. Una agrupació de germans amb el mateix ofici conforma un Quòrum. Aquests quòrums són de: Diaques, Mestres, Preveres, Élderes, Summe Sacerdots, Setantas i Apòstols. Cada Quòrum és presidit per una Presidència d'aquest Quòrum, segons aquesta següent conformació:
- Diaques (en general joves de 12 i 13 anys: són presidits per una presidència de germans amb aquest ofici en el sacerdocio. La presidència es compon d'un president i dos consellers. Es conformen a nivell de Barris o Branques.
- Mestres (en general joves de 14 i 15 anys): són presidits per una presidència de germans amb aquest ofici en el sacerdoci. La presidència es compon d'un president i dos consellers. Es conformen a nivell de Barris o Branques.
- Preveres (joves de 16 a 18 anys o barons recién batejats majors d'edat): són presidits pel bisbe (en una Branca pel president de Rama) qui és assistit per dos germans amb l'Ofici de Prevere, a qui se'ls denomina Assistents. Es conformen a nivell de Barris o Branques.
- Elderes (germans majors de 18 anys): són presidits per una presidència de germans amb aquest ofici en el sacerdocio. La presidència es compon d'un president i dos consellers. Es conformen a nivell de Barris o Branques.
- Summe Sacerdots: són presidits per la Presidència d'Estaca (en un Districte no es conformen els quòrums de Summe Sacerdots, pel que els germans que posseeixin aquest Ofici del Sacerdoci integren el Quòrum de Élderes). Es conformen a nivell de Barris o Branques.
- Setantas: són presidits per Set Presidents. Es conformen a nivell General (mundial).
- Apòstols: presidits per un president, que és el segon Apòstol amb més antiguitat en el Quòrum dels Dotze, després del President de l'Església qui és l'Apòstol més antic. Es conformen a nivell General (mundial).
- Primera Presidència: És el màxim cos que governa l'església, d'acord amb la secció 107 de DiC. Està integrada per tres homes, que també són apòstols. En els Oficis del Sacerdoci s'avança segons l'edat i dignitat, depenent del cas.

| Autoritats Generals | | | | | | | | |                           |                              |
| Profetes, Vidents i Reveladors | | | | | | | | |                           |                              |
| 'Primera Presidència : Il President de l'Església assistit per un primer i un segon Conseller | | | | | | | | |                           |                              |
| Quòrum dels Dotze Apòstols : El president del Quòrum dels Apòstols Dotze, juntament amb altres onze Apòstols | | | | | | | | |                           |                              |
| Quòrum dels Setanta : La Presidència del Quòrum dels Setanta (consta de set presidents) i diversos Quòrum, cadascun amb dotzenes de membres anomenats "Setanta" (Setanta autoritats generals en els primers dos quòrums i Setanta d'àrea en la resta de quòrums)" | | | | | | | | |                           |                              |
| Primer Quòrum dels Setanta | Primer Quòrum dels Setanta                                                                                           | Primer Quòrum dels Setanta                                                                                           | Primer Quòrum dels Setanta                                                                                           | Segon Quòrum dels Setanta                                                                                            | Segon Quòrum dels Setanta                                                                                            | Segon Quòrum dels Setanta                                                                                            | Segon Quòrum dels Setanta                                                                                            | Segon Quòrum dels Setanta                                                                                            | Segon Quòrum dels Setanta | Segon Quòrum dels Setanta    |
| Bisbe President de l'Església: El bisbe President assistit per un primer i un segon Conseller | | | | | | | | |                           |                              |
| Autoritats Locals | | | | | | | | |                           |                              |
| Tercer, Quart, Cinquè, Sisè, Setè i Vuitè Quòrum dels "Setanta d'àrea | | | | | | | | |                           |                              |
| Presidències de l'Àrea : Aquestes estén formades per Setanta i, excepcionalment, podran ser presidides pels Apòstols | Presidències de l'Àrea : Aquestes estén formades per Setanta i, excepcionalment, podran ser presidides pels Apòstols | Presidències de l'Àrea : Aquestes estén formades per Setanta i, excepcionalment, podran ser presidides pels Apòstols | Presidències de l'Àrea : Aquestes estén formades per Setanta i, excepcionalment, podran ser presidides pels Apòstols | Presidències de l'Àrea : Aquestes estén formades per Setanta i, excepcionalment, podran ser presidides pels Apòstols | Presidències de l'Àrea : Aquestes estén formades per Setanta i, excepcionalment, podran ser presidides pels Apòstols | Presidències de l'Àrea : Aquestes estén formades per Setanta i, excepcionalment, podran ser presidides pels Apòstols | Presidències de l'Àrea : Aquestes estén formades per Setanta i, excepcionalment, podran ser presidides pels Apòstols | Presidències de l'Àrea : Aquestes estén formades per Setanta i, excepcionalment, podran ser presidides pels Apòstols | Presidències dels Temples | Presidències de les Missions |
| Bisbes del Barri o Presidències de Rama | Bisbes del Barri o Presidències de Rama                                                                              | Bisbes del Barri o Presidències de Rama                                                                              | Quòrum dels Ancians                                                                                                  | Quòrum dels Summes Sacerdots                                                                                         | Patriarca o Evangelista                                                                                              | | | | Presidències dels Temples | Presidències de les Missions |
| Quòrum dels Diaques | Quòrum dels Mestres                                                                                                  | Quòrum dels Sacerdots                                                                                                | Quòrum dels Ancians                                                                                                  | Quòrum dels Summes Sacerdots                                                                                         | Patriarca o Evangelista                                                                                              | | | | Presidències dels Temples | Presidències de les Missions |

#### Lideratge de les Organitzacions Auxiliars
Dintre de la unitats locals de l'Església (Estaques, Districtes, Barris i Branques) hi ha un cos de líders que s'ocupen de l'obra de l'Evangeli dintre de les seves unitats respectives i sota l'adreça de la Presidència d'Estaca o Districte, Barri o Branca segons correspongui. A aquests se'ls denomina capdavanters d'Organitzacions Auxiliars. Aquestes Organitzacions són:
Homes Joves, encarregats dels joves de 12 a 17 anys.
Societat de Socors, encarregades de les dones de 18 anys des d'ara.
Dones Joves, encarregades de les joves de 12 a 17 anys.
Primària, encarregades dels nens menors de 12 anys.
Escola Dominical, encarregats de l'ensenyament. Cada Organització Auxiliar és presidida per un president i dos consellers(Homes Joves i Escola Dominical, es diu a homes; i Societat de Socors, Dones Joves i Primària, es diu a dones). Aquestes organitzacions es conformen a nivell d'Estaca, amb jurisdicció per tot el límit de l'Estaca i a nivell de Barri amb jurisdicció dintre dels límits del Barri.
- Homes: Els homes, a partir de 12 anys i segon la seva dignitat, poden rebre el Sacerdoci Aarònic o Preparatori (depenent de les seves edats són cridats en diferents oficis del Sacerdoci, així: diaques, mestres, preveres). Al seu torn als 18 anys reben, segons la seva dignitat, el Sacerdoci de Melquisedec, o Major i depenent de la seva fidelitat són ordenats: élderes, summes sacerdots, patriarques, setantas i apòstols...

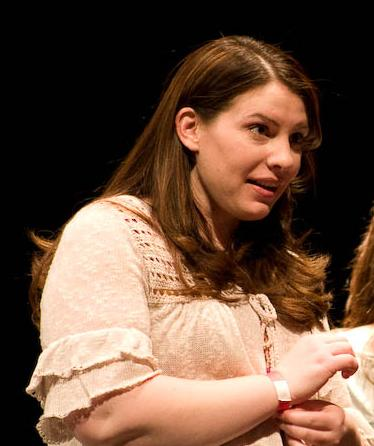
Stephenie Meyer és membre de l'EJSDD.

- Dones: Les dones majors de 18 anys estan organitzades en una organització mundial anomenada la Societat de Socors, conegudes internacionalment per les seves contribucions caritatives. Els homes i dones a partir dels 18 anys i que estan solters se'ls coneix com a adults solters (ells pertanyen també a societat de socors i a sacerdoci). Els joves de 12 a 18 anys se'ls coneix com a homes joves i pertanyen també al sacerdoci. A les dones d'entre 12 i 18 anys se'ls coneix com a dones joves i el seu lema és: «som filles d'un pare celestial que ens estima i nosaltres li estimem a ell. Serem testimonis de Déu en tot temps, en totes les coses i en tot lloc, a mesura que procurem viure d'acord amb els valors de les dones joves que són: fe, naturalesa divina, valor individual, coneixement, elecció i responsabilitat, bones obres, integritat i virtut. creiem que a l'acceptar i posar en practica aquests valors estarem preparades per a enfortir la llar i la família, fer convenis sagrats i complir-los, rebre les ordenances del temple i gaudir de les benediccions dels Sants dels Darrers Dies consideren que aquestes oportunitats d'educació i servei contribuïxen al desenvolupament de la seva pròpia sensibilitat i els serveix d'estímul per a procurar el perfeccionament del seu esperit. El Diumenge és el dia de Repòs, això consisteix a adorar a Déu, que aquest sigui un Dia dedicat íntegrament a Ell, a la Família i/o als necessitats i malalts. Això es veu reflectit a l'Èxode 20:8-11.[89] Aquest dia no es realitza cap activitat esportiva, cultural o altres dintre de l'Església, mes en la resta de la setmana, si es poden realitzar dintre de l'Església aquestes activitats, ja que les capelles dels Sants dels Darrers Dies, compten amb les instal·lacions necessàries, en la majoria dels casos. L'Església ensenya que és Déu qui ha de guiar tots els esforços que els membres realitzin en les seves crides, a través de la comunicació amb cadascun d'ells. Aquest principi es coneix com el de la «revelació.

## Cultura
A causa de les diferències en l'estil de vida que promou la doctrina de l'Església i de la història, una cultura distinta ha anat creixent entorn dels membres de l'Església. Cap destacar el fet que la Paraula de Saviesa (que prohibeix el consum de tabac, alcohol, cafè i te) és seguida per membres de tot el món. Com a resultat de la Paraula de Saviesa, de la cultura a les zones del món amb una alta concentració de mormons tendeix a ser reflectida. Les reunions es realitzen regularment i formen part de la cultura mormona.

### Esdeveniments i trobades socials
A part d'aquestes reunions regulars, es realitzen reunions addicionals. Auxiliars oficials de l'Església poden realitzar reunions o entrenaments per als membres de l'Església. La reunió depèn de cada situació. L'Església també ofereix balls, menjars, festes i presentacions musicals. Cal destacar reunions on s'ensenya a jugar a bàsquet, història familiar, conferències i reunions per a solters. Membres de l'església també poden utilitzar un edifici oficial per a noces, recepcions i funerals.

### Arts i Mitjans de comunicació

Deseret News és el periòdic més antic de Utah que se segueix publicant. És propietat de Deseret News Publishing Companing, una subsidiària de Deseret Management Corporation, la qual pertany a la EJSDD.

La cultura va crear grans oportunitats de negoci per als Sants dels Darrers Dies en els mitjans de comunicació independents. La major part d'aquestes comunitats es troba en el cinema, Internet, arts gràfiques, fotografia i pintura. L'Església posseïx una cadena de llibreries denominada Deseret Book, localitzada a Salt Lake City. Alguns dels títols que es van tornar famosos fora de la comunitat mormona són les novel·les Gloria i la pel·lícula The Other Side Of Heaven. Unes altres tan solament han tingut èxit dintre de la comunitat mormona i tracten sobre cultura mormona o són d'interès històric o de ficció històrica. Cal destacar BYU Televisió, que es veu a diversos països.

### Música

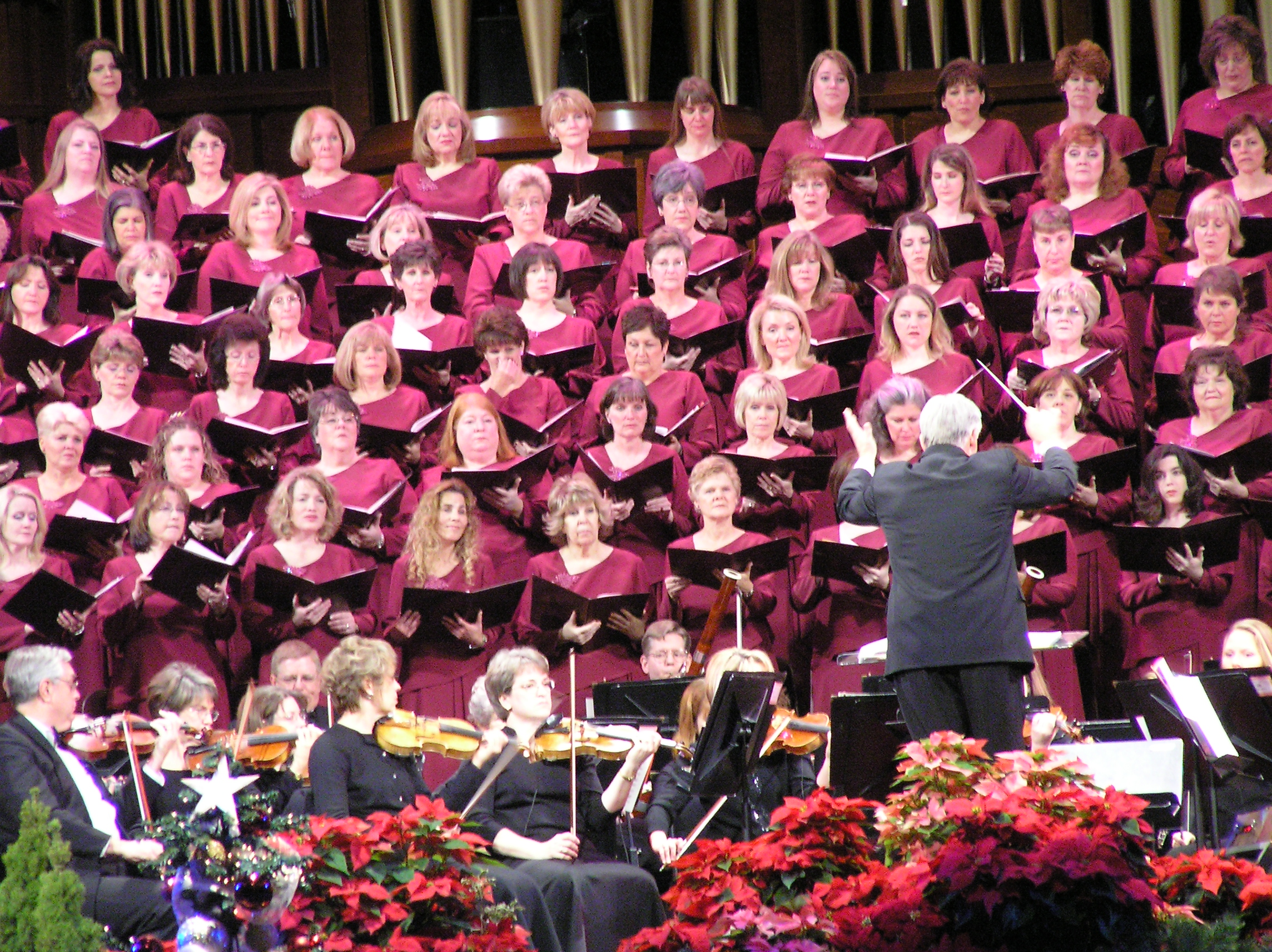
El Cor del Tabernacle Mormó ha rebut un Premi Grammy, un Premi Award, dos Peabody Awards i la Medalla d'Arts.

#### Cor del Tabernacle Mormó
El Cor del Tabernacle Mormó, fundat en 1847, és un dels més famoses cors en tot el món. Està compost per 360 veus i generalment és acompanyat per un òrgan de 623 tubs. L'Orquestra de la Plaça del Temple la constituïxen 110 músics. Tots els membres del Cor del Tabernacle Mormó són voluntaris de L'Església de Jesucrist dels Sants dels Darrers Dies.

#### Cançons
Totes les reunions dominicals de l'Església comencen amb una cançó seleccionada a partir de la col·lecció de cançons. Moltes cançons i himnes són específics de l'Església. Els nens, igual que les dones joves, posseïxen cançons seleccionades per a la seva edat.

### Genealogia

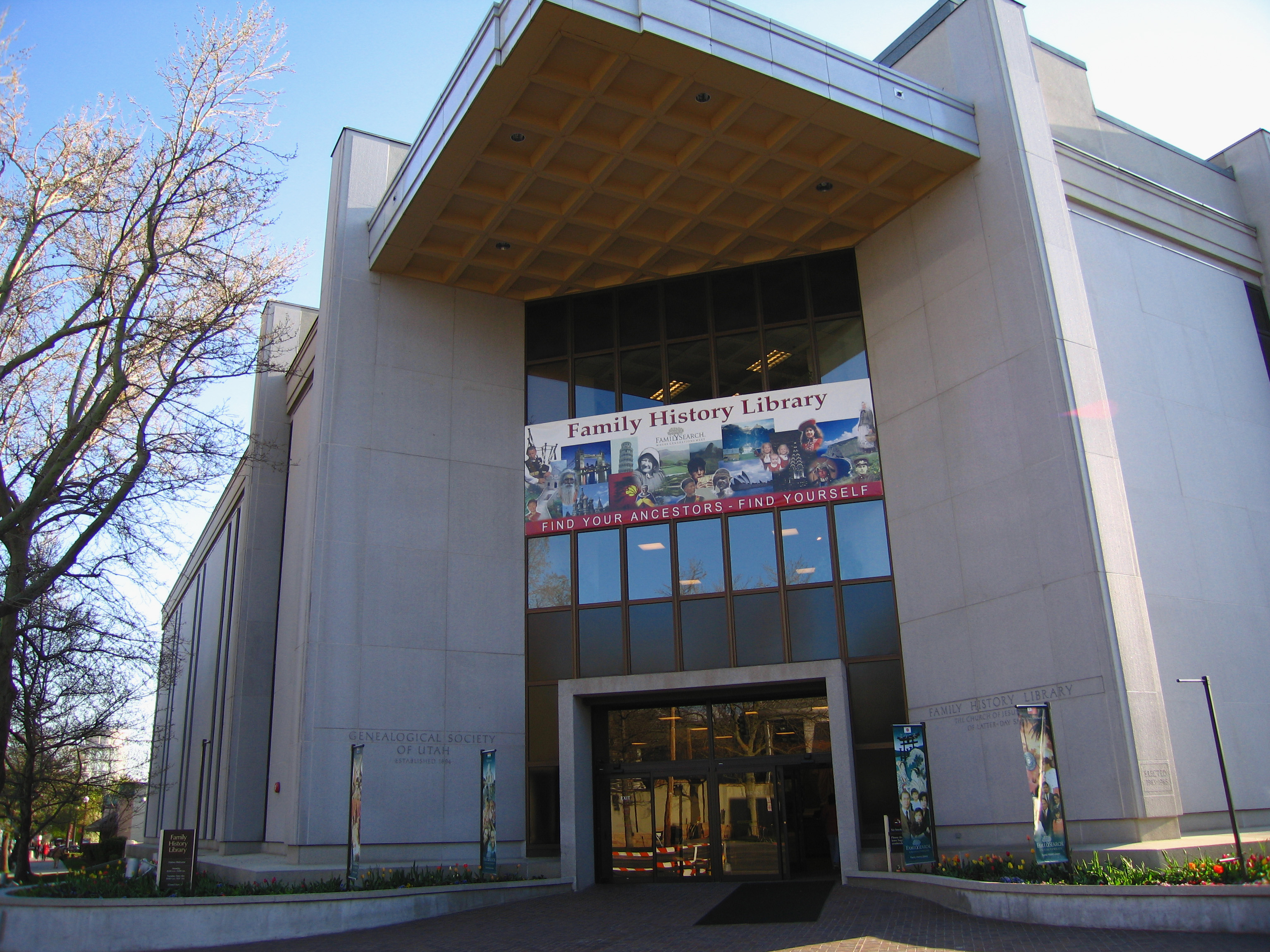
La central mundial dels CHFs a Salt Lake City.

Els Sants dels Darrers Dies creuen que posseïxen una gran obligació envers els morts. Realitzen ordenances en els temples de l'església per als familiars difunts dels membres de l'església, amb la finalitat que puguin rebre les benediccions de l'Evangeli. Els Sants dels Darrers Dies creuen que d'aquesta forma les famílies poden ser eternes. Això va ser el que va conduir a l'església per a crear i mantenir el Centre d'Història de la Família que es troba en Utah i també el GEDCOM.

## Humanitaris
L'Església de Jesucrist dels Sants dels Darrers Dies creu que el servei humanitari és una part essencial de la seva missió (Fets 10:38). L'ajuda humanitària de l'Església de Jesucrist dels Sants dels Darrers Dies es dona a aquells que ho necessiten, allà on visquin i sigui quina sigui la religió, la seva raça, l'ètnia o el seu sistema polític. Els fons per al funcionament d'aquestes organitzacions depenen de voluntaris i donacions dels membres de dejuni de l'Església.

### La Societat de Socors

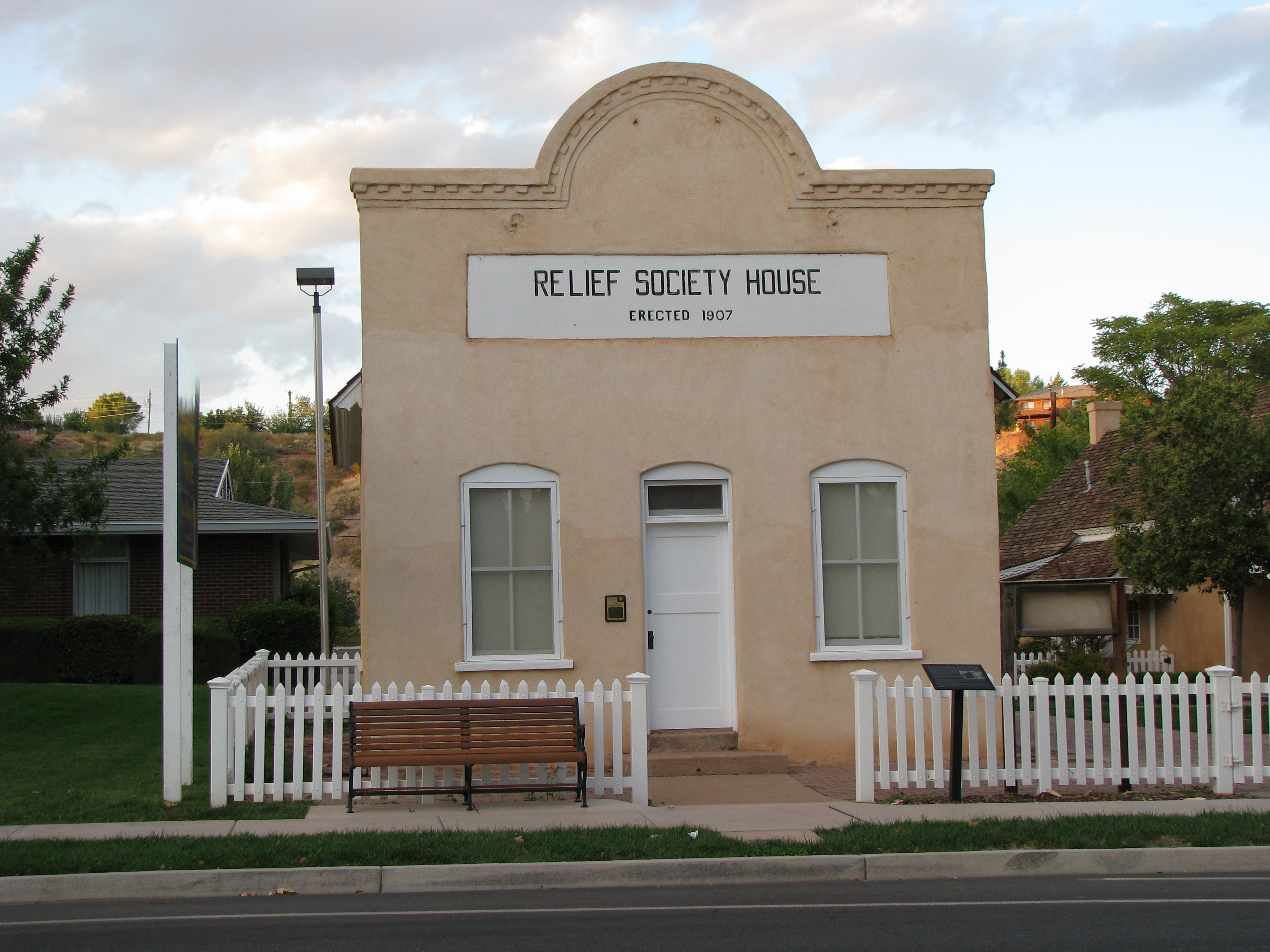
Vella casa de la Societat de Socors de l'EJSDD a Santa Clara, Utah.

El 1842, Joseph Smith va organitzar la Societat de Socors, amb l'objectiu de proporcionar alleugeriment als membres de l'església que ho necessiten. La Societat de Socors continua complint amb la missió d'avui, mentre que l'Església ha ampliat les seves activitats humanitàries.
En els primers anys de l'Església després de la seva fundació el 1830, l'acció humanitària va ser sistemàticament es va desaccelerar a causa de la pèrdua de membres i de les persecucions en curs. Permanent de l'església la primera organització humanitària va ser establert el 1955 a la Brigham Young University (BYU).

### Centre Humanitari

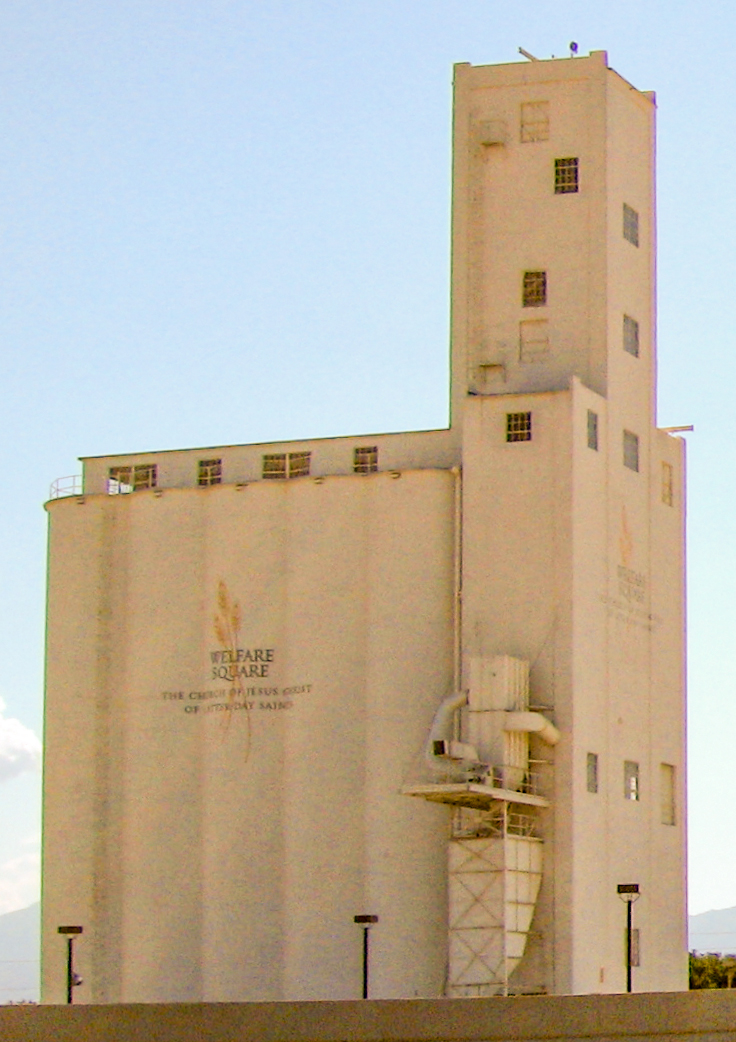
Plaça del Benestar o Welfare Square

Construït el 1991 als afores de Temple Square, prop del Temple de Salt Lake a Salt Lake City, el Centre Humanitari de L'Església de Jesucrist dels Sants dels Darrers Dies (LDS Humanitarian Center) està destinat a respondre a situacions de la vida d'emergència i per donar suport als programes de la Fundació SUD (Fundació dels Sants dels Darrers Dies). També se l'anomena Plaça del Benestar.

### Fundació LDS
La Fundació dels Sants dels Darrers Dies (LDS Foundation), també conegut com a LDS Charities és una de les branques de l'Església de Jesucrist dels Sants dels Darrers Dies. Aquesta organització té com a objectiu ajudar les famílies pobres al món mitjançant l'augment de la seva autonomia, la seva salut i l'educació, i prestar assistència en situacions d'emergència causades per guerres o desastres naturals. Ajut es concedeix a aquells que ho necessiten, allà on visquin i sigui quina sigui la religió, la seva raça, l'ètnia o el seu sistema polític. Els fons per al funcionament de la Fundació dels Sants dels Darrers Dies, basat en el voluntariat, va arribar el regal dels membres de dejuni de l'Església.

### El magatzem del bisbe
A nivell local, la botiga està en el programa de suport del bisbe de pares de l'Església de Jesucrist dels Sants dels Darrers Dies. Es beneficia les famílies de l'església que ho necessiten. Un magatzem del bisbe (també conegut com el "magatzem del Senyor '), a l'Església de Jesucrist dels Sants dels Darrers Dies es refereix generalment a una base de recursos utilitzats pels bisbes de l'Església per proporcionar béns als necessitats. Les existències de magatzem d'aliments bàsics i articles domèstics essencials.
La botiga de l'expressió "del bisbe" també es pot utilitzar en sentit figurat per designar tot el temps, talents, serveis de coneixements tècnics, equips, compassiu, i recursos financers dels membres de l'església disponible per al seu ús servir als necessitats.

## Crítiques
L'església ha estat durament criticada des dels seus inicis a Nova York. A la fi de la dècada de 1820, les crítiques es van centrar en l'afirmació que Joseph Smith havia trobat unes planxes d'or des de les quals suposadament s'havia traduït el Llibre del Mormó. A la dècada de 1830, es va criticar el fracàs bancari de Smith a Kirtland, Ohio, i el poder polític i militar de la IJSDD en Missouri, el que va culminar en la Guerra Mormona de 1838. A la dècada de 1840 es va criticar en les aspiracions de la IJSDD de crear una societat teocràtica a Nauvoo, Illinois i la pràctica llavors secreta del matrimoni plural, crítiques que van aparèixer al Nauvoo Expositor i que van donar lloc a una sèrie d'esdeveniments que van culminar amb la mort de Smith en 1844. Quan la IJSDD va començar a practicar obertament la poligàmia amb Brigham Young durant la segona meitat del segle xix, va començar a rebre crítiques de tots els Estats Units per això i per les seves aspiracions teocràtiques en el Territori de Utah. Als segles XX i XXI, les crítiques acadèmiques han qüestionat la legitimitat de Smith com profeta i l'autenticitat històrica del Llibre del Mormó així com del Llibre d'Abraham. També se centren en el revisionisme històric, l'homofòbia, el racisme i les polítiques sexistes.
Comptat i debatut, les crítiques es poden dividir en quatre grups principals:
- Crítiques a Joseph Smith.
- Crítiques a l'EJSDD.
- Crítiques al Llibre de Mormó.
- Crítiques al matrimoni plural.

## Apologètica mormona
En resposta a aquestes crítiques, els mormons han desenvolupat l'apologètica mitjançant dues organitzacions principals: la Foundation for Apologetic Information & Research (FAIR) i la Foundation for Ancient Research and Mormon Studies (FARMS).

## Missions

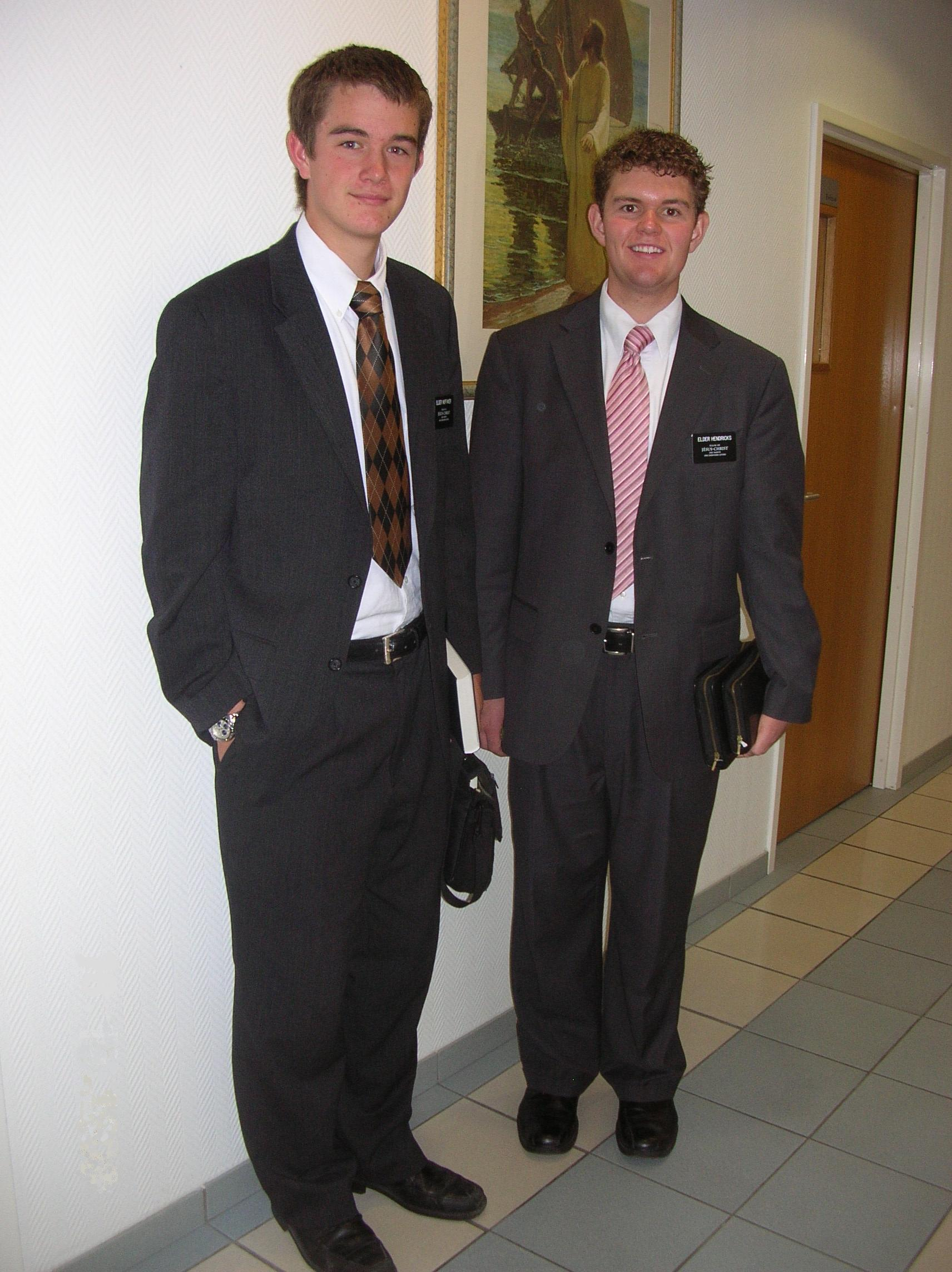
Dos missioners mormons.

L'Església de Jesucrist dels Sants dels Darrers Dies (SUD) és un dels practicants moderns més actius de l'obra missionera, amb més de cinquanta mil missioners de temps complet a tot el món, a partir de juny de 2007. Comunament es refereix com a missioners mormons, la majoria dels missioners de l'Església SUD són simples homes i dones joves entre la seva adolescència i els vint anys i estan assignats a una missió de l'Església, que és en general molt lluny de la casa del missioner. Els missioners no reben un salari pel treball que realitzen, i la majoria són recolzats financerament per ells mateixos o les seves famílies. Al llarg de la història de l'església, més d'un milió dels missioners han estat enviats a missions.

### Preparació per a servir

#### Qualificacions bàsiques
Església SUD president Spencer W. Kimball va dir: "Cada jove ha de completar una missió." Els homes joves entre les edats de 19 i 25 que compleixen normes de solvència es recomana considerar la possibilitat de dos anys a temps complet de la missió de fer proselitisme. Aquesta expectativa es basa en part en el passatge del Nou Testament "Per tant, aneu, i feu deixebles a totes les nacions ...". El 2007, aproximadament el 30% dels 19 anys, els homes es van convertir en missioners mormons; de famílies mormons que estan actives a l'església, aproximadament el 80-90% dels 19-hommes de 19 anys serveixen en una missió.
Les dones que vulguin servir en una missió que han de complir les mateixes normes de mèrit i tenir almenys 21 anys i generalment serveixen més en curtes missions de 18 mesos. Les parelles casades se'ls anima a servir en missions també, però el seu temps de servei pot variar des de 3-36 mesos, depenent de les seves circumstàncies i els mitjans.

#### Crida a la missió

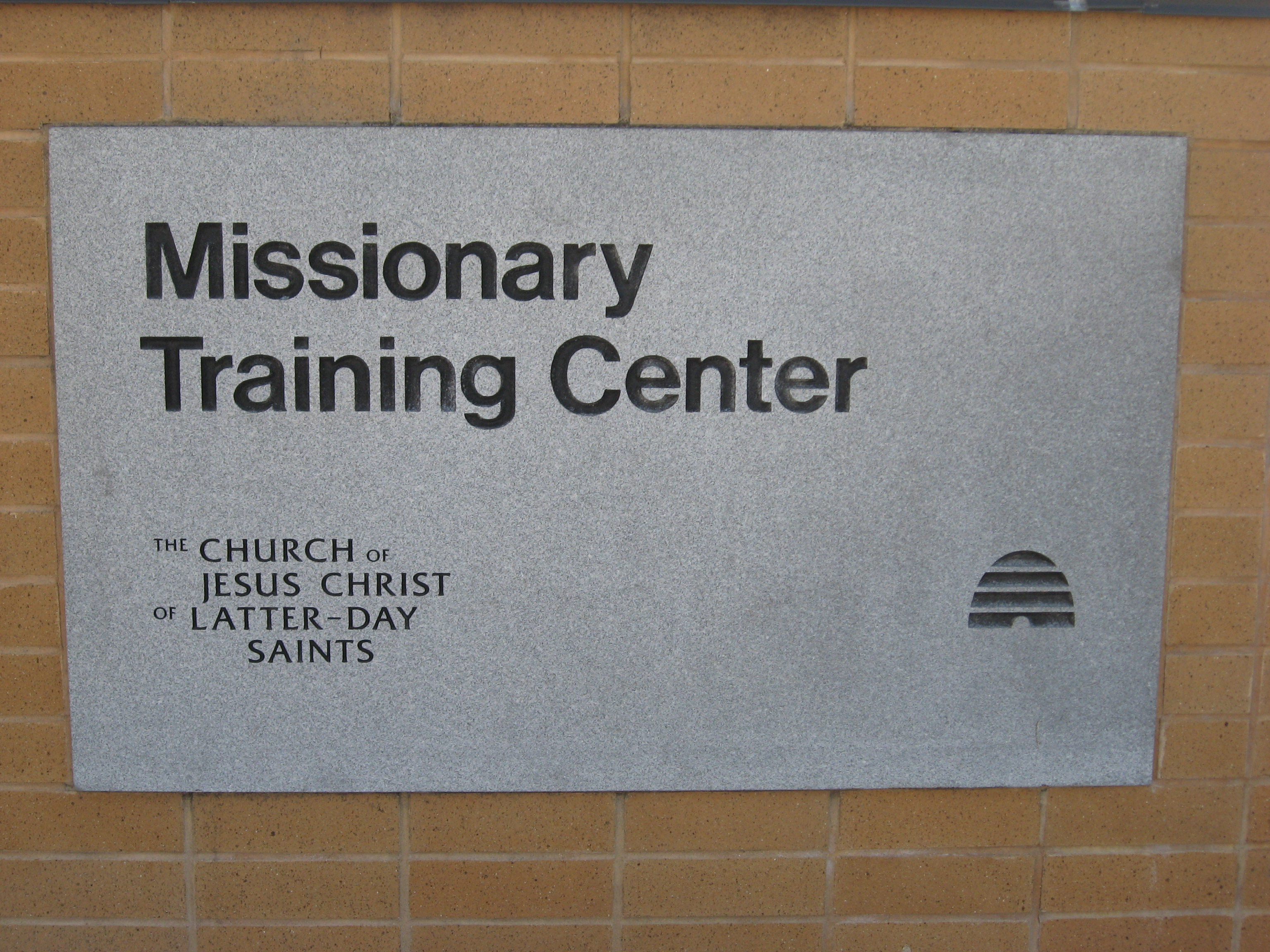
Entrada al Centre de Formació Missionera en Provo (Utah).

Després de l'aplicació a l'església i l'aprovació requerida, els futurs missioners reben un "cridat a servir", una notificació oficial de la seva missió de localització a través del correu del President de l'Església. La crida de la missió també informarà els futurs missioners l'idioma que s'espera utilitzar durant la seva missió. Els membres del Quòrum dels Dotze Apòstols són responsables d'assignar els missioners a una missió particular.

#### Entrenament
Tot just missioners van cridar assistir a un període de formació de curta durada en un dels 17 Centres de Formació Missionera de l'església (CFM) de tot el món. El major CFM es troba a Provo, Utah, al costat de la Universitat Brigham Young. Els missioners que no serà l'aprenentatge d'un idioma amb la finalitat de servir a les seves missions de passar tres setmanes en el CFM en què practicar l'ús de materials de proselitisme, la conducta d'aprendre, i estudiar les Escriptures. Missioners amb destinació a les missions a l'estranger idioma passar de vuit a tretze setmanes al CFM, en funció de la llengua que s'aprèn. Durant aquest període, són animats a no parlar en la seva llengua materna, sinó per submergir-se en el nou idioma.

## Galeria d'imatges

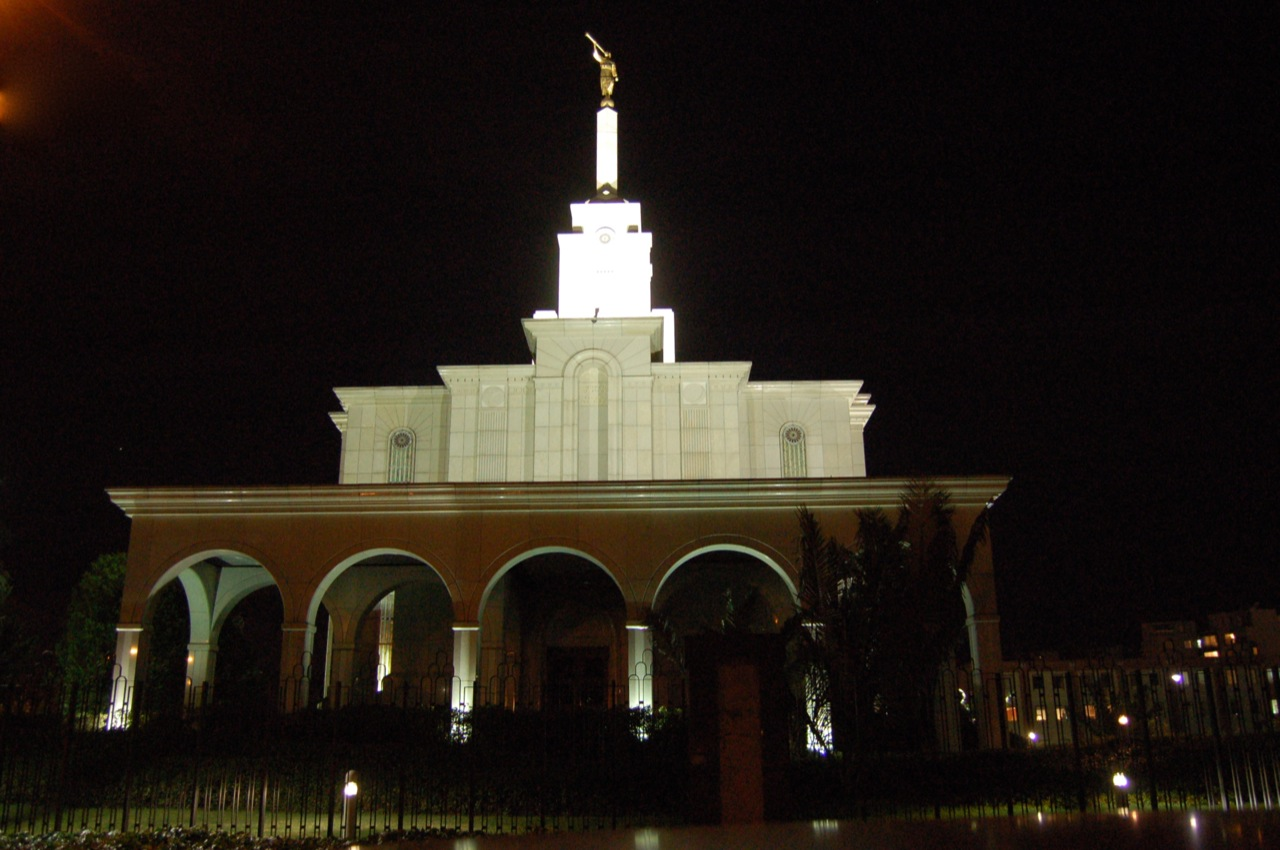
Temple de Bogotá de nit.
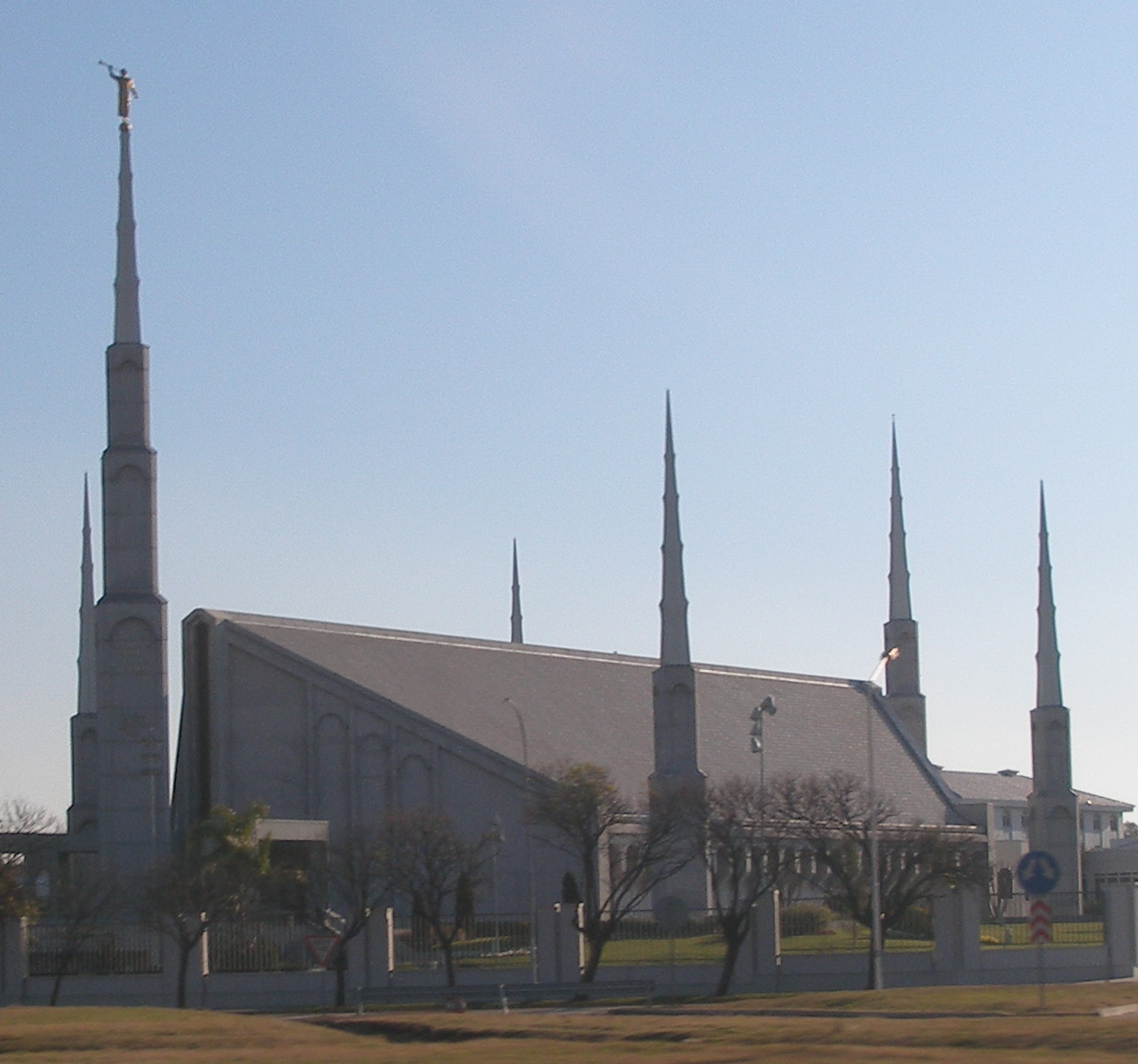
Temple de Buenos Aires
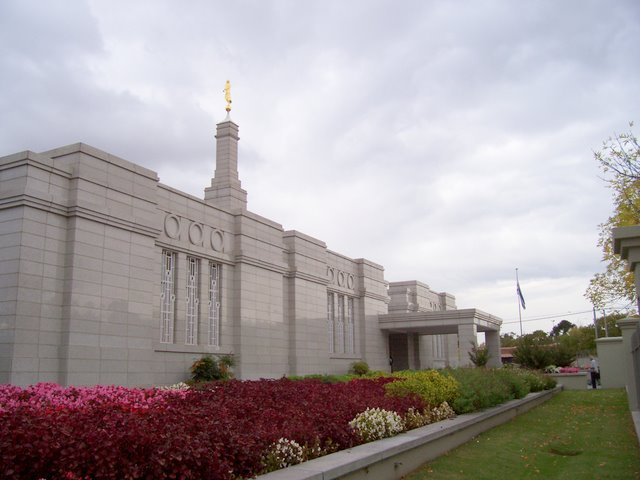
Temple de Montevideo (Uruguai)
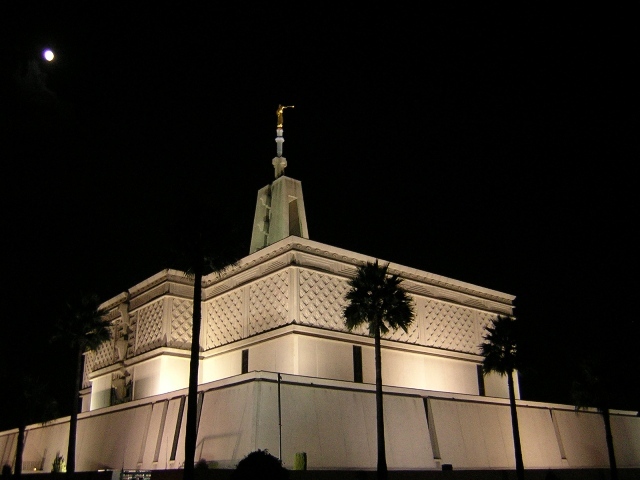
Temple de la Ciutat de Mèxic de nit.
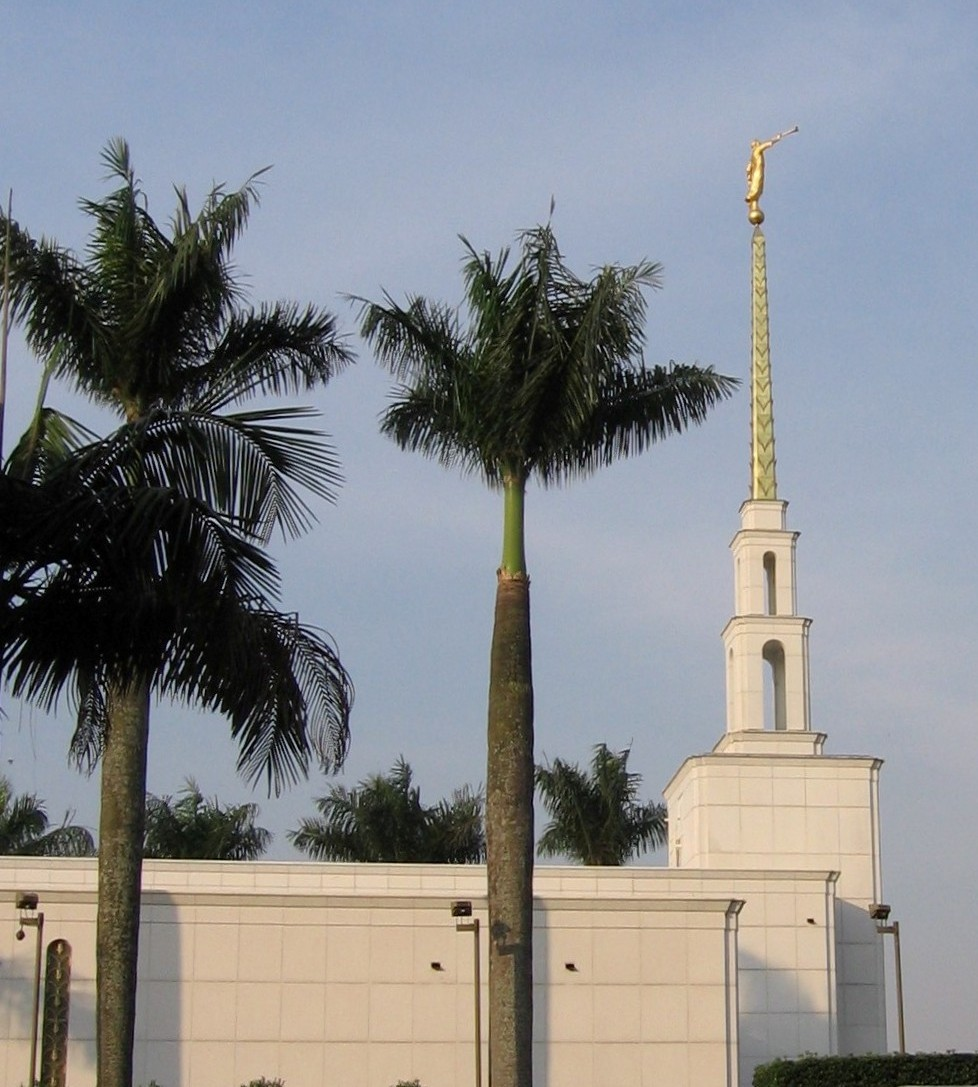
Temple de São Paulo (Brasil).
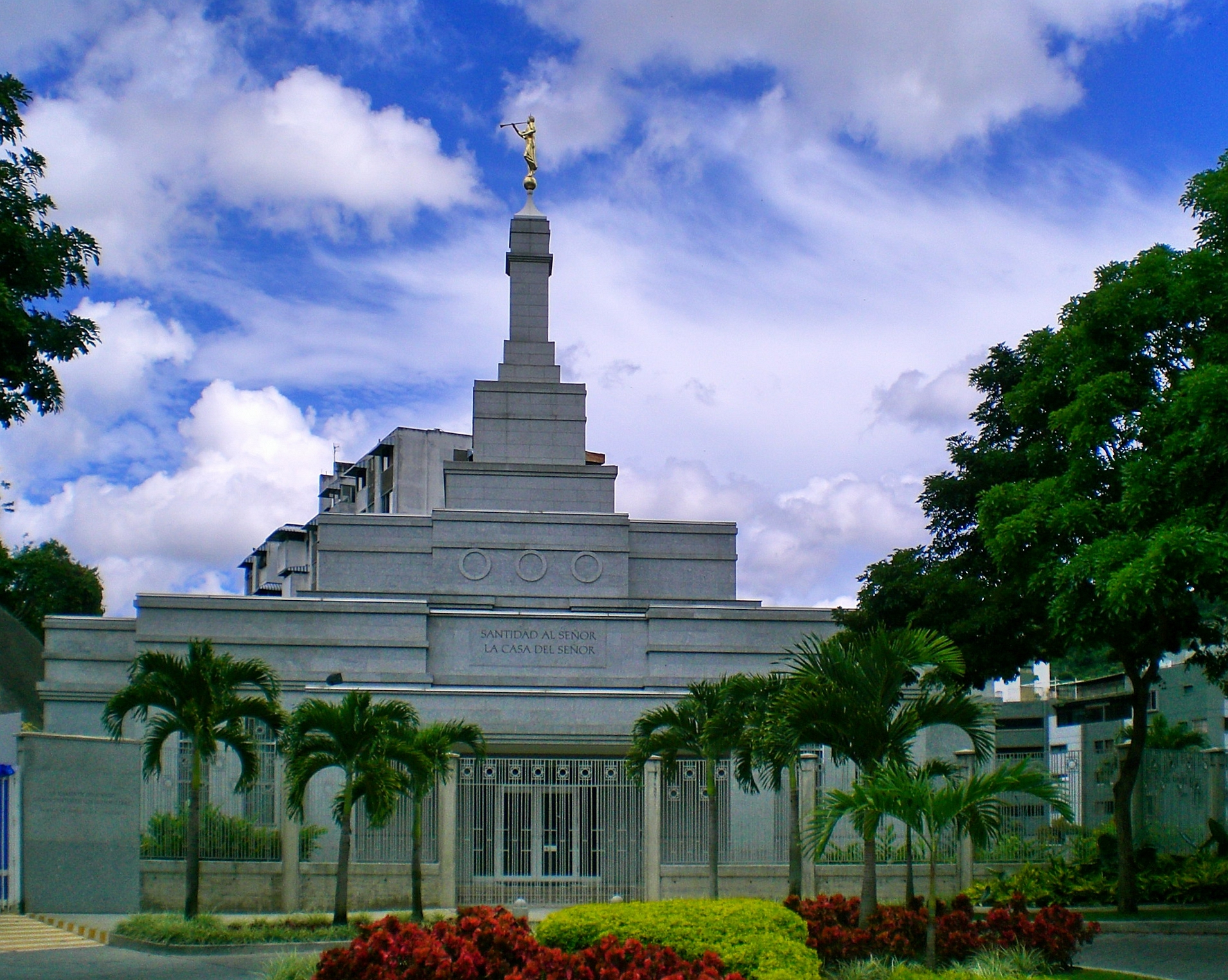
Temple de Caracas Veneçuela.
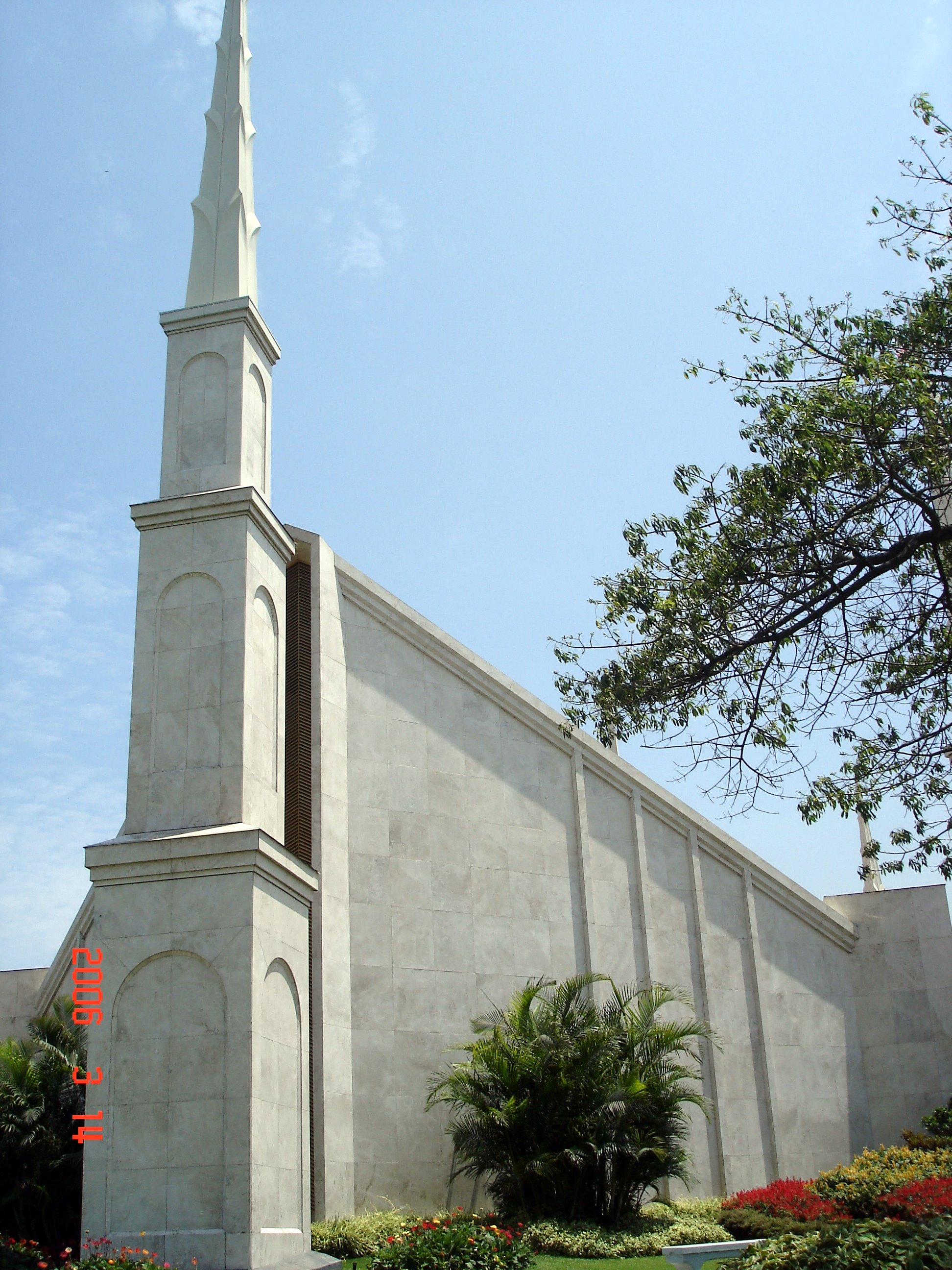
Temple de Lima, Perú.
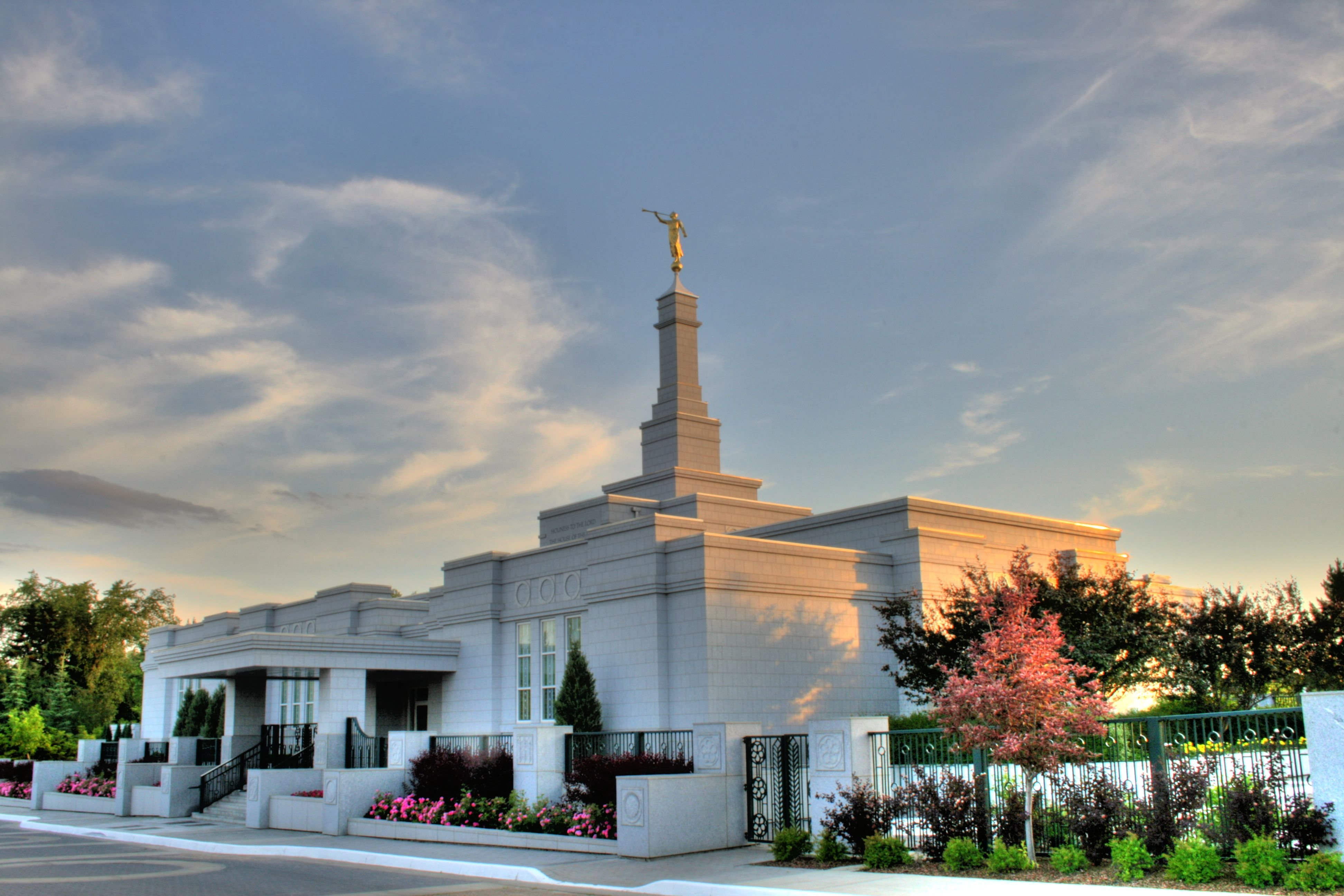
Temple de Alberta (Canadà)
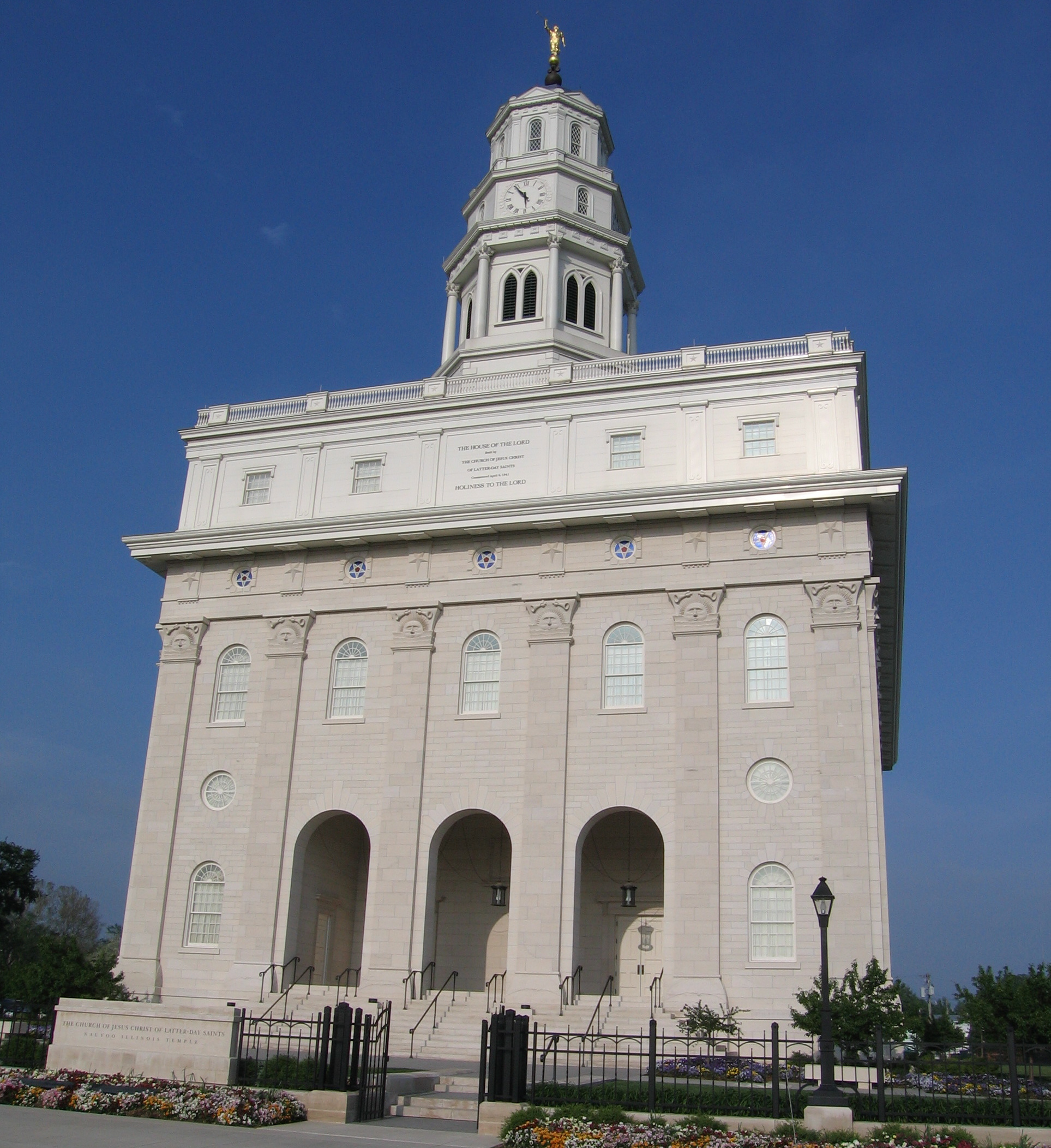
Temple de Nauvoo (Illinois)
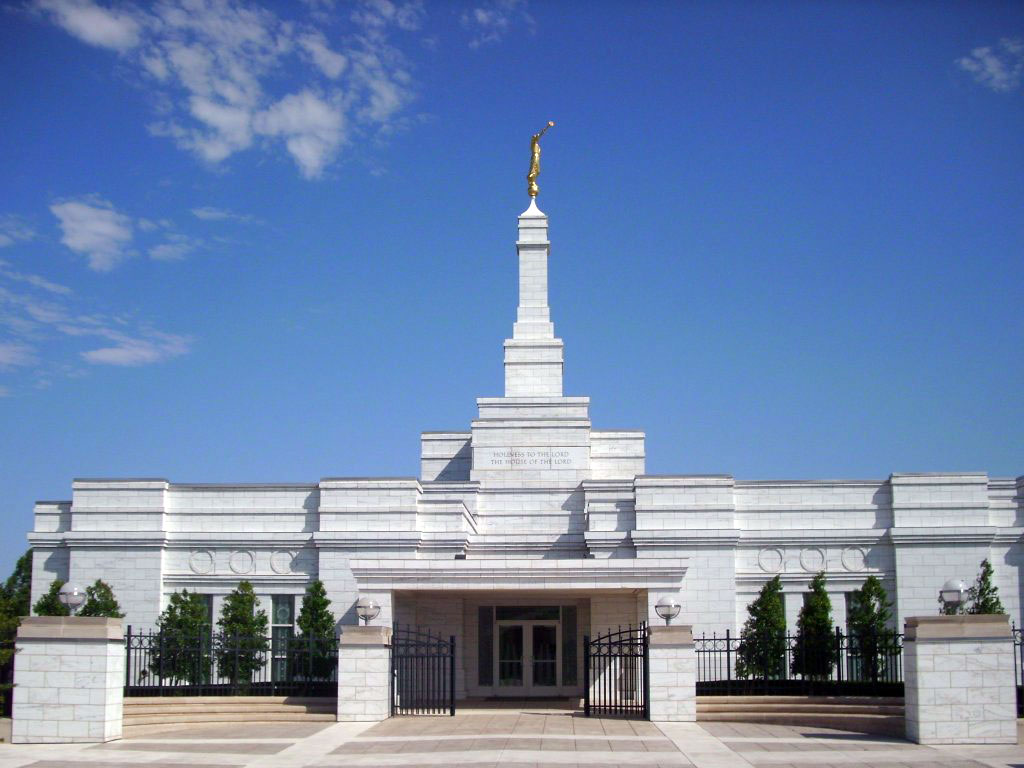
Temple d'Oklahoma (Perú)
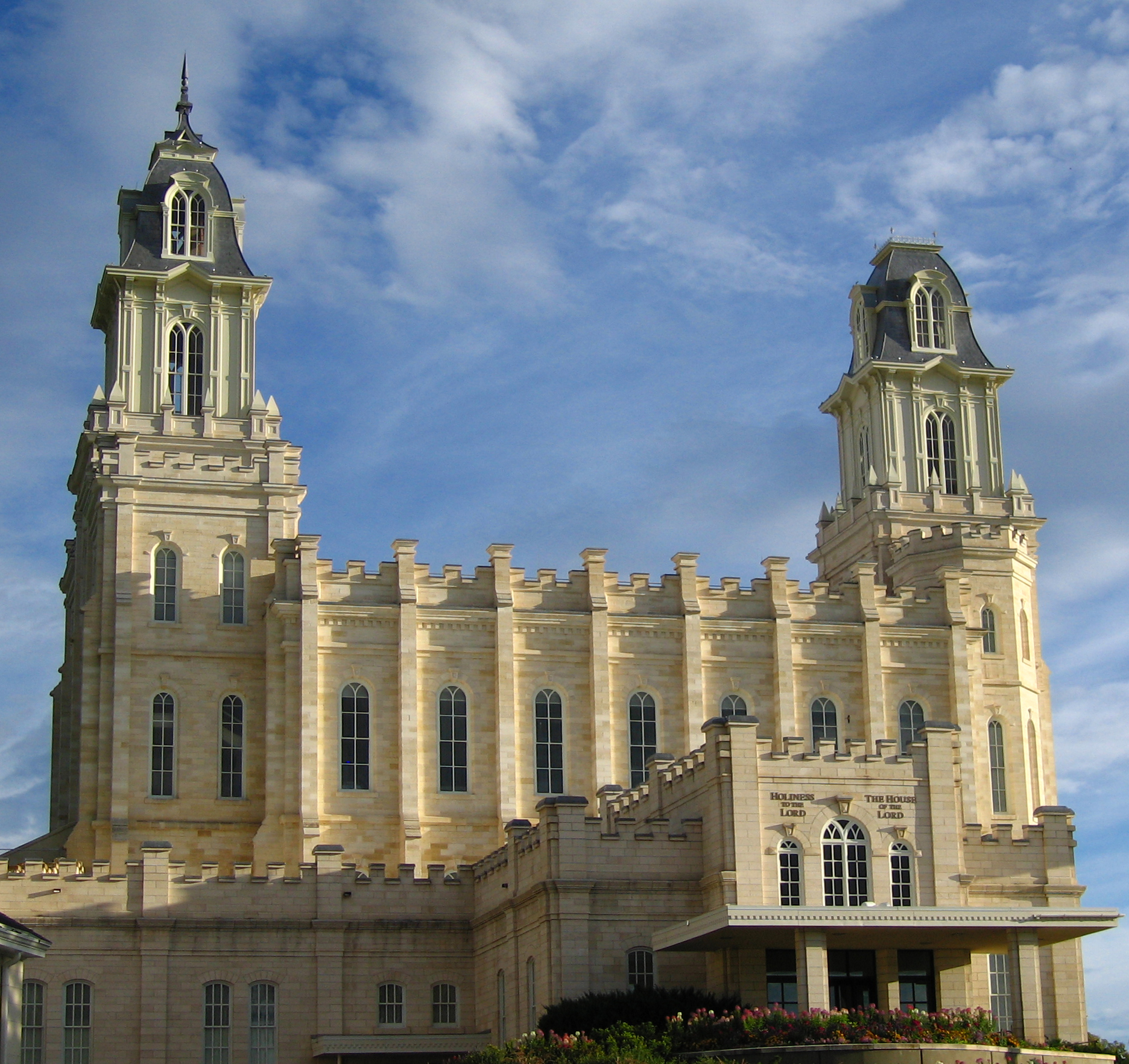
Temple de Manti (Utah)
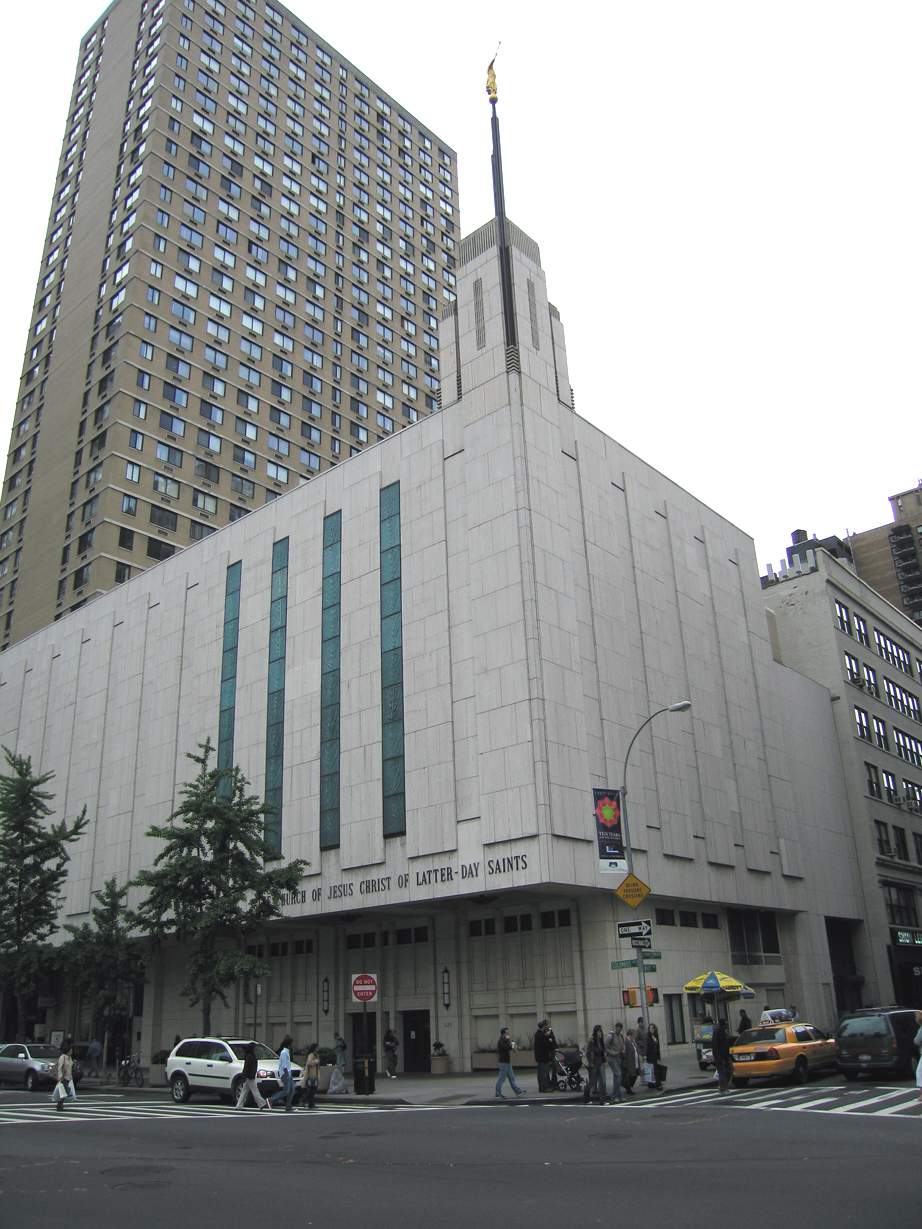
Temple de Nova York (Nova York)